# الصومال
الصومال (بالصومالية: Soomaaliya)، أو (رسمياً: جمهورية الصومال الفيدرالية) (بالصومالية: Jamhuuriyadda Federaalka Soomaaliya) وكانت تعرف فيما قبل باسم جمهورية الصومال الديمقراطية، هي دولة عربية تقع في منطقة القرن الأفريقي في شرق أفريقيا ويحدها من الشمال الغربي جيبوتي، ومن الجنوب الغربي كينيا، ومن الشمال خليج عدن ومن الشرق المحيط الهندي ومن الغرب إثيوبيا. وتملك أطول حدود بحرية في قارة أفريقيا. تتسم تضاريسها بالتنوع بين الهضاب والسهول والمرتفعات. مناخها صحراوي حار على مدار السنة مع بعض الرياح الموسمية والأمطار غير المنتظمة.
كان شمال شرق الصومال قديماً أحد أهم مراكز التجارة العالمية بين دول العالم القديم. حيث كان البحارة والتجار الصوماليون يتاجرون في البخور واللبان (المستكة) ونبات المر والتوابل والتي كانت تعتبر من أقيَم المنتجات في المنطقة الجنوبية من جزيرة العرب وسقطرى بالنسبة للمصريين القدماء والفينقيين والمايسونيين والبابليين، الذين ارتبطت بهم جميعاً القوافل التجارية الصومالية وأقام الصوماليون معهم العلاقات التجارية. وبالنسبة للعديد من المؤرخين ومدرسي التاريخ، يرجح أن يكون شمال شرق الصومال خصوصاً علولا ومحيطها التي زرعت بها شجرة البخور تدخل في مناطق مملكة البنط القديمة التي تمتد من موطن شجر البخور واللبان الأساسي في الساحل العماني والحضرمي وجزيرة سقطرى والتي كانت تربطها علاقات وثيقة مع مصر الفرعونية خاصة في عهدي الفرعون «ساحو رع» من ملوك الأسرة الخامسة عصر الدولة القديمة، والملكة «حتشبسوت» من ملوك الأسرة الثامنة عشر عصر الدولة الحديثة. ويرجح ذلك التكوينات الهرمية والمعابد والمباني التي تم بنائها بالجرانيت والرخام والتي يرجع زمانها إلى نفس الفترة التي يرجع إليها مثيلتها من المباني في مصر القديمة. وفي العصر القديم، تنافست العديد من الدويلات التي نشأت في بعض مناطق الصومال مثل شبه جزيرة حافون ورأس قصير ومنطقة مالاو مع جيرانهم من في الحبشة مثل دعمت ومملكة سبأ والأرشكيين والأكسوميين وعلى الساحل الجنوبي من جزيرة العرب مثل مملكة حضرموت ومملكة أوسان على التجارة مع ممالك الهند والإغريق والرومان القديمة.
ومع ميلاد الإسلام على الجهة المقابلة لسواحل الصومال المطلة على البحر الأحمر تحول التجار والبحارة والمغتربين الصوماليين القاطنين في شبه الجزيرة العربية تلقائياً إلى الإسلام وذلك من خلال تعاملهم مع أقرانهم من التجار العرب المسلمين. ومع فرار العديد من الأسر المسلمة من شتى بقاع العالم الإسلامي خلال القرون الأولى من انتشار الإسلام بالإضافة إلى دخول أغلبية الشعب الصومالي إلى الإسلام سلمياً عن طريق المعلمين الصوماليين المسلمين الذين عملوا على نشر تعاليم الإسلام في القرون التالية، تحولت الدويلات القائمة على أرض الصومال إلى دويلات ومدن إسلامية مثل مدن مقديشيو وبربرة وزيلع وباراوا ومركا والذين كونوا سوياً جزء من الحضارة البربرية. وقد عرفت مقديشيو بعد انتشار الإسلام في الصومال باسم «مدينة الإسلام» كما تحكمت في تجارة الذهب في منطقة شرق أفريقيا لقرون طويلة. وفي العصور الوسطى، سيطرت على طرق التجارة العديد من الإمبراطوريات الصومالية القوية، منها إمبراطورية أجوران والتي حكمت المنطقة في الفترة بين القرنين الرابع عشر والسابع عشر للميلاد والذي برعت في الهندسة الهيدروليكية وبناء الحصون، وكذلك سلطنة عدل والتي كان قائدها الإمام أحمد بن إبراهيم الغازي الملقب «بالفاتح» أول عسكري أفريقي يستخدم المدفعية العسكرية على مدار التاريخ خلال حربه ضد إمبراطورية الحبشة في الفترة الممتدة بين عام 1529 وحتى عام 1543، وأيضا حكام سلطنة غلدي من «أسرة غوبرون» والتي أرغمت سيطرتهم العسكرية حكام مدينة لامو من سلاطين الإمبراطورية العمانية على دفع الجزية للسلطان الصومالي أحمد يوسف، رابع سلاطين أسرة غوبرون والذي حكم في الفترة الممتدة بين عامي 1848 حتى 1878. وخلال القرن التاسع عشر وبعد انعقاد مؤتمر برلين عام 1884، أرسلت الإمبراطوريات الأوروبية العظمى جيوشها إلى منطقة القرن الإفريقي بغية السيطرة على هذه المنطقة الإستراتيجية في العالم مما دفع الزعيم محمد عبد الله حسان، مؤسس الدولة الدرويشية، إلى حشد الجنود الصوماليين من شتى أنحاء القرن الأفريقي وبداية واحدة من أطول حروب المقاومة ضد الاستعمار على مدار التاريخ.
استطاعت الصومال في البداية مقاومة الاستعمار. حيث تمكنت دولة الدراويش من صد هجوم الإمبراطورية البريطانية أربع مرات متتالية وأجبرتها على الانسحاب نحو الساحل. وهزمت دولة الدراويش في عام 1920 عندما استخدمت القوات البريطانية الطائرات خلال معاركها في أفريقيا لقصف «تاليح» عاصمة الدولة الدرويشية وبذلك تحولت كل أراضي الدولة إلى مستعمرة تابعة للإمبراطورية البريطانية. كما واجهت إيطاليا نفس المقاومة من جانب السلاطين الصوماليين ولم تتمكن من بسط سيطرتها الكاملة على أجزاء البلاد المعروفة حالياً بدولة الصومال إلا خلال العصر الفاشي في أواخر عام 1927 واستمر هذا الاحتلال حتى عام 1941 حيث تم استبداله بالحكم العسكري البريطاني. وظل شمال الصومال مستعمرة بريطانية في حين تحول جنوب الصومال إلى دولة مستقلة تحت الوصاية البريطانية إلى أن تم توحيد شطري الصومال عام 1960 تحت اسم جمهورية الصومال الديمقراطية.
ونتيجة لعلاقاتها الأخوية والتاريخية مع مختلف أقطار الوطن العربي، قُبلت عضواً في جامعة الدول العربية عام 1974. كما عملت الصومال على توطيد علاقاتها بباقي الدول الأفريقية، فكانت من أولى الدول المؤسسة للاتحاد الإفريقي، كما دعمت المؤتمر الوطني الأفريقي في جنوب أفريقيا ضد نظام الفصل العنصري، وكذلك دعم المقاتلين الإيرتريين خلال حرب التحرير الإيريترية ضد إثيوبيا. وكونها إحدى الدول الإسلامية كان الصومال واحداً من الأعضاء المؤسسين لمنظمة المؤتمر الإسلامي وكذلك عضواً في منظمة الأمم المتحدة وحركة عدم الانحياز. وبالرغم من معاناته جراء الحرب الأهلية وعدم الاستقرار على المستوى الداخلي، نجح الصومال في إنشاء نظام اقتصادي حر يفوق العديد من الأنظمة الاقتصادية الأفريقية الأخرى حسب دراسة لمنظمة الأمم المتحدة.

## التاريخ

### عصر ما قبل التاريخ

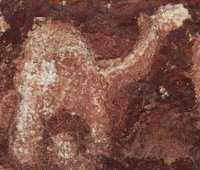
فن الصخور القديم يصور جملا.

وطأت قدم الإنسان الأول أراضي الصومال في العصر الحجري القديم، حيث ترجع النقوش والرسومات التي وجدت منقوشة على جدران الكهوف بشمال الصومال إلى حوالي عام 9000 ق م. وأشهر تلك الكهوف «مجمع لاس جيل» والذي يقع بضواحي مدينة هرجيسا حيث اكتشفت على جدرانه واحدة من أقدم النقوش الجدارية في قارة أفريقيا. كما عثر على كتابات موجودة بأسفل كل صورة أو نقش جداري بالمجمع إلا أن علماء الآثار لم يتمكنوا من فك رموز تلك اللغة أو الكتابات حتى الآن. وخلال العصر الحجري نمت الحضارة في مدينتي هرجيسا ودزي مما أدى إلى إقامة المصانع وازدهار الصناعات التي اشتهرت بها كلا المدينتين.
كما وجدت أقدم الأدلة الحسية على المراسم الجنائزية بمنطقة القرن الإفريقي في المقابر التي تم العثور عليها في الصومال والتي يرجع تاريخها إلى الألفية الرابعة قبل الميلاد. كما تعد الأدوات البدائية التي تم استخراجها من موقع «جليلو» الأثري شمال الصومال أهم حلقات الوصل فيما يتعلق بالاتصال بين الشرق والغرب خلال القرون الأولى من نشأة الإنسان البدائي على وجه الأرض.

### العصر القديم
من الأمور الدالة على قيام حضارة متطورة نشأت وترعرعت على أراضي شبه الجزيرة الصومالية آثار متناثرة على جنبات أراضي الصومال مثل المباني هرمية الشكل ومقابر وأطلال مدن قديمة بجانب بقايا الأسوار التي كانت تحيط بالمدن مثل «سور ورجادي» الذي يرتفع لمسافة 230 متراً. وقد أثبتت الحفريات التي قامت بها البعثات الأثرية المتعاقبة على وجود نظام كتابة لتلك الحضارة لم يتم فهم رموزه أو فك طلاسمه حتى الآن كما تمتعت تلك الحضارة الناشئة على أرض الصومال بعلاقات تجارية وطيدة مع مصر القديمة والحضارة المايسونية القديمة باليونان بداية من الألفية الثانية قبل الميلاد على أقل تقدير مما يرجح النظرية المؤيدة لكون الصومال هي نفسها مملكة بونت القديمة.

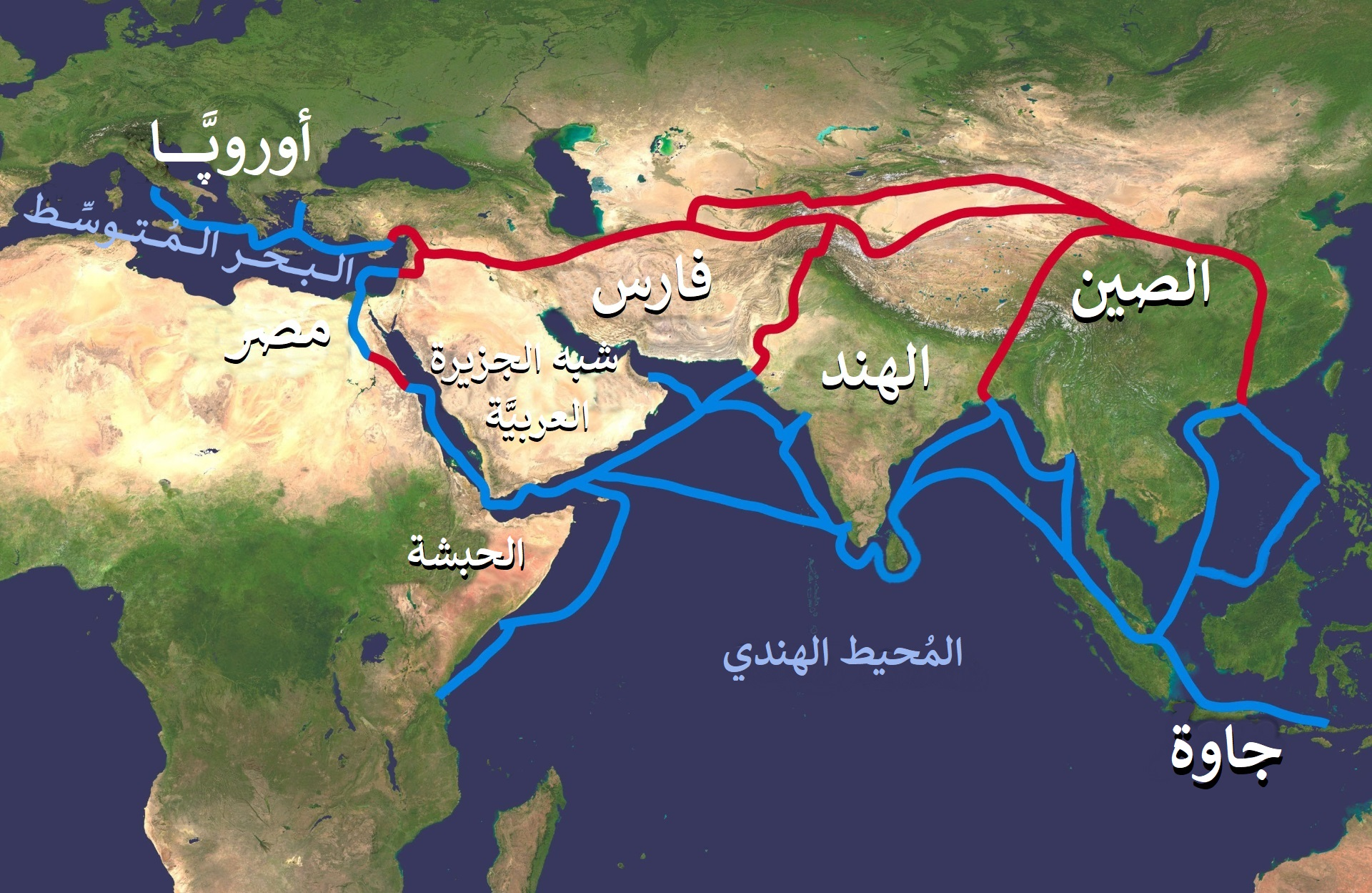
طريق الحرير من بدايته بجنوب أوروبا حتى نهايته في الصين.

ولم يتاجر البونتيون في منتجاتهم وحدهم فحسب، فإلى جانب تجارتهم في البخور وخشب الأبنوس والماشية، تاجروا أيضاً في منتجات المناطق المجاورة لهم مثل الذهب والعاج وجلود الحيوانات. ووفقاً للنقوش الموجودة على معبد الدير البحري فقد كان يحكم مملكة البونت في ذلك الوقت كلا من الملك باراحو والملكة أتي.
وقد تمكن الصوماليون القدماء من استئناس الجمال في الفترة ما بين الألفية الثالثة والألفية الثانية قبل الميلاد، ومن هناك تحديداً عرفت مصر القديمة وشمال أفريقيا استئناس هذا الحيوان. وفي أزمنة متعاقبة تمكنت العديد من المدن والدويلات الصومالية أمثال: رأس قصير وحافون ومالاو وتاباي من تكوين شبكات تجارية قوية مع باقي التجار من فينيقيا ومصر البطلمية والأغريق وإيران البارثية ومملكة سبأ ومملكة الأنباط والإمبراطورية الرومانية القديمة. وقد استخدم تجار تلك الممالك الحاويات الصومالية المعروفة باسم «البيدن» لنقل بضائعهم.
وبعد غزو الرومان لإمبراطورية الأنباط وتواجد القوات الرومانية في مدينة عدن ومرابطة السفن الحربية في خليج عدن لمواجهة القرصنة وتأمين الطرق التجارية الرومانية، عقد العرب والصوماليون الاتفاقيات فيما بينهم لمنع السفن الهندية من التجارة أو الرسو في موانئ شبه الجزيرة العربية وذلك لقربها من التواجد الروماني، إلا أنه كان يسمح للسفن الهندية بالرسو والإتجار في الموانئ المنتشرة في شبه جزيرة الصومال والتي كانت تخلو تماما من أي تواجد للقوات الرومانية أو الجواسيس الرومان. ويرجع السبب في منع السفن الهندية من الرسو في الموانئ العربية الغنية، من أجل حماية وتغطية الصفقات التجارية التي كان يعقدها التجار العرب والصوماليون خفية بعيداً عن أعين الرومان على جانبي ساحل البحر الأحمر وساحل البحر المتوسط الغنيين بالموارد التجارية.
ولِقرون طويلة قام التجار الهنود بتمويل أقرانهم في الصومال وشبه الجزيرة العربية بكميات كبيرة من القرفة التي يجلبونها من سيلان والشرق الأقصى، والذي كان يعد أكبر الأسرار التجارية بين التجار العرب والصوماليين في تجارتهم الناجحة مع كل من الرومان والإغريق حيث ظن الرومان والإغريق قديماً أن مصدر القرفة الرئيسي يأتي من الصومال إلا أن الحقيقة الثابتة كانت أن أجود محاصيل القرفة كانت تأتي للصومال عن طريق السفن الهندية. وعن طريق التجار العرب والصوماليين عرفت القرفة الهندية والصينية طريقها إلى شمال أفريقيا والشرق الأدنى وأوروبا حيث كانوا يصدرون محصول القرفة بأسعار مرتفعة للغاية مقارنة بتكلفة استيرادها مما جعل تجارة القرفة في ذلك العصر أحد أهم المصادر لموارد تجارية لا تنضب خاصة بالنسبة للصوماليين الذين قاموا بتوريد كميات كبيرة من المحصول لباقي دول العالم معتمدين في ذلك على الطرق البرية والبحرية القديمة التي تربطهم بالأسواق التجارية الأخرى في ذلك الوقت.

### الإسلام والعصور الوسطى

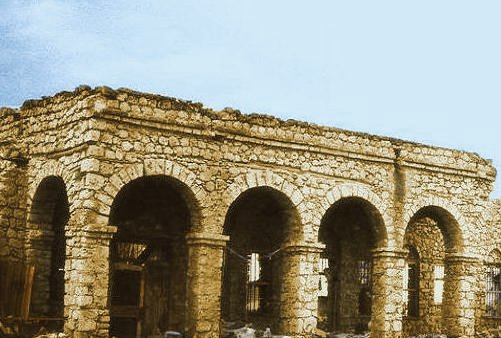
آثار سلطنة عدل في زيلع، الصومال.

يمتد تاريخ الإسلام في القرن الإفريقي إلى اللحظات الأولى لميلاد الدين الجديد في شبه الجزيرة العربية. فاتصال المسلمين بهذه المنطقة من العالم بدأ عند هجرة المسلمين الأولى فراراً من بطش قريش، وذلك عندما حطوا رحالهم في ميناء زيلع الموجود بشمال الأراضي الصومالية الآن والذي كان تابعاً لمملكة أكسوم الحبشية في ذلك الوقت طلباً لحماية نجاشي الحبشة «أصحمة بن أبحر». أمّن النجاشي المسلمين على أرواحهم وأعطاهم حرية البقاء في بلاده، فبقي منهم من بقي في شتى أنحاء القرن الإفريقي عاملاً على نشر الدين الإسلامي هناك.

### بدايات العصر الحديث والتصارع من أجل إفريقيا

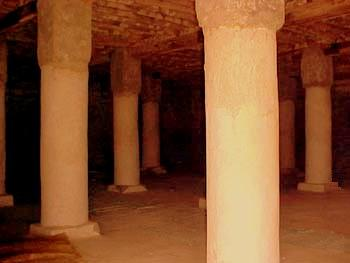
مسجد في مدينة حافون من القرن السابع عشر.

بدأت الممالك المتعاقبة بعد سلطنتي عدل وأجوران في الازدهار مع بدايات العصر الحديث. حيث نشأت العديد من الممالك في الصومال وكذلك ظهرت الأسر الحاكمة الواحدة تلو الأخرى؛ حيث ظهرت أسر مثل أسرة جيراد التي أسست سلطنة ورسنجلي، ولا تزال بقايا تلك الأسرة الحاكمة موجودة حتى يومنا هذا، إضافة إلى أسرة باري والتي أسست سلطنتها في منطقة باري شمال الصومال وكذلك أسرة غوبرون التي حكمت مناطق شاسعة في شرق أفريقيا في الفترة الممتدة بين القرنين الثامن عشر والتاسع عشر والتي وضع حجر الأساس لها القائد العسكري «إبراهيم أدير» والتي تنحدر أصوله من سلاطين سلطنة أجوران الزائلة. وقد سارت تلك السلاطين على نفس درب أسلافها من بناء القلاع والتوجه الكامل نحو إقامة إمبراطورية مبنية على أساس اقتصادي قائم على التجارة البحرية.
وقد بدأ السلطان يوسف محمود إبراهيم، ثالث سلاطين أسرة غوبرون الحاكمة، العصر الذهبي لأسرة غوبرون. حيث خرج جيشه منتصراً من معركة باردهير والمعروفة باسم «جهاد برداهير» في التاريخ الصومالي مما أعاد الاستقرار مجدداً لمنطقة شرق أفريقيا وأنعش تجارة العاج في هذه المنطقة من جديد. كما أقام علاقات وطيدة مع ملوك وسلاطين الممالك المجاورة وعلى رأسهم عمان ومملكة الويتو بكينيا الحالية واليمن.
وقد خلفه في الحكم ابنه السلطان أحمد والذي كان واحداً من الرموز التاريخية بشرق أفريقيا خلال القرن التاسع عشر؛ حيث قام بتحصيل الجزية من سلاطين عمان كما قام بعقد التحالفات مع الممالك الإسلامية القوية القائمة على الساحل الشرقي للقارة الأفريقية. وفي شمال الصومال قامت أسرة جيراد الحاكمة بإرساء قواعد سلطنة ورسنجلي وأقامت علاقات تجارية وطيدة مع اليمن وفارس كما تنافس تجارها مع أقرانهم التابعين لسلطنة باري. وكانت سلطنتا ورسنجلي وباري قد شيدتا العديد من القصور والقلاع والحصون الشاهقة التي ما تزال آثارها باقية حتى الآن كدليل مادي على شموخ الإمبراطوريتين القديمتين بالإضافة إلى العلاقات الوثيقة في شتى المجالات التي أقامتهما هاتان المملكتان مع باقي ممالك الشرق الأدنى.
وفي أعقاب مؤتمر برلين أواخر القرن التاسع عشر بدأت القوى الاستعمارية الأوروبية العظمى اندفاعها للسيطرة على الأراضي البكر في أفريقيا وباقي مناطق العالم القديم والعالم الجديد التي لم تكن أيدي الاستعمار قد امتدت إليها بعد، مما دفع القائد العسكري محمد عبد الله حسان لحشد الحشود من شتى بقاع القرن الأفريقي وبداية حرب هي الأطول في تاريخ الحروب ضد الاستعمار. وكان حسان دائم الإشارة في خطبه وأشعاره إلى أن البريطانيين الكفرة «قاموا بتدمير ديننا وجعلوا من أبنائنا أبناء لهم كما تآمر الأثيوبيون المسيحيون بمساعدة البريطانيين على نهب الحرية السياسية والدينية لأمة الصومال» مما جعله في وقت قصير بطلاً وطنياً ومدافعاً عن الحرية السياسية والدينية لبلاده ضد الحملات الصليبية الشرسة التي كانت تتعرض لها البلاد من جانب إثيوبيا وبريطانيا.

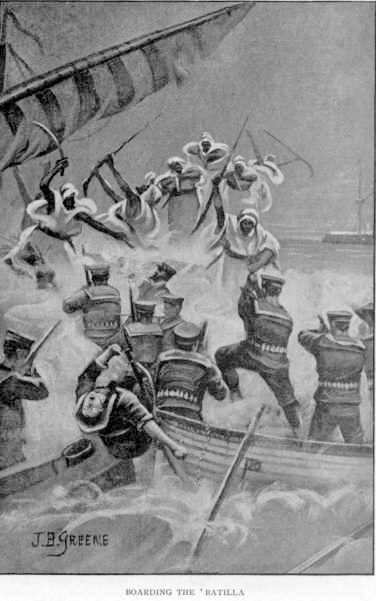
جنود صوماليون يتصدون للبحرية البريطانية.

كما قام حسان بإصدار فتوى دينية بتكفير أي مواطن صومالي يرفض الوحدة التامة لأراضي الصومال والقتال تحت إمرته. وسرعان ما قام حسان باستقدام السلاح من تركيا والسودان وبعض الدول العربية والإسلامية الأخرى، كما قام بتعيين العديد من المحافظين والمستشارين وولاهم حكم المدن والمقاطعات المختلفة في الصومال. كما قام بإشعال الشرارة الأولى لتوحيد واستقلال الصومال وذلك في إطار سعيه لتجميع وترتيب قواته لمواجهة خطر الاستعمار الداهم.
وكانت حركة حسان درويش حركة ذات طابع عسكري في الأساس، ثم أسس دولة الدراويش أو الدولة الدرويشية على النهج الصوفي متبعاً الطريقة الصالحية التي هي فرع من الطريقة الأحمدية، وقد تميزت دولته بالراديكالية المركزية والأسلوب الإداري الهرمي. وتمكن حسان من الوفاء بوعيده بإقصاء الهجمات المسيحية نحو البحر حينما تمكن من إجبار الجنود البريطانيين على التراجع نحو الشاطئ في بداية المعارك فتمكن من صد الغزو البريطاني بقوات قدرت بحوالي 1500 جندي مسلحين بالبنادق.
تمكن درويش من ردع البريطانيين وصد هجومهم أربع مرات متتالية، وأقام تحالفاً مع قوات المحور المتحالفة خلال الحرب العالمية الأولى خاصة الإمبراطورية الألمانية والدولة العثمانية التيْن أمدتاه بالسلاح لمقاومة الإنجليز، إلى أن جاءت نهاية أسطورة دولة الدراويش على يد القوات البريطانية عام 1920 بعد كفاح ضد الاحتلال دام لمدة ربع قرن عندما قامت القوات البريطانية باستخدام القاذفات لأول مرة على مسرح العمليات بأفريقيا وقامت بقصف العاصمة «تاليح» حتى دمرتها تدميراً كاملاً، ومن ثم تحولت دولة الدراويش وكل ما تبعها إلى محمية بريطانية.

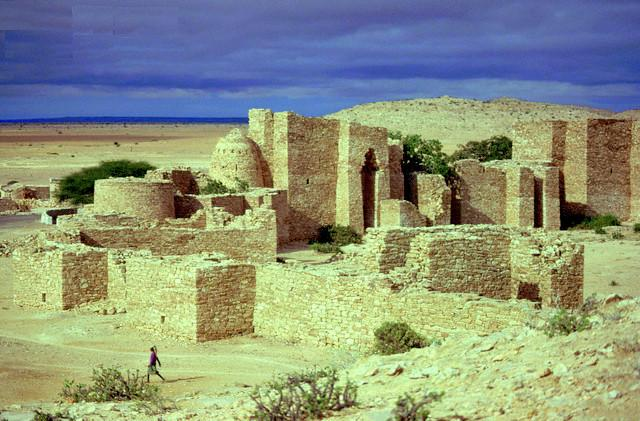
آثار مدينة تاليح، عاصمة دولة الدراويش.

ومع بروز الفاشية في إيطاليا أوائل عام 1920 تغيرت وجهة النظر نحو الصومال، حيث أجبرت الممالك الشمالية على الوحدة مع الصومال لتكوين «الصومال الأكبر» أو كما كان يطلق عليه (بالإيطالية: La Grande Somalia) وذلك وفقاً للخطة التي وضعتها إيطاليا لخدمة مصالحها في المنطقة. ومع وصول العسكري الإيطالي شيزاري ماريا دي فيتشي إلى الحكم في الخامس عشر من كانون الأول/ديسمبر عام 1923، تغيرت الأمور بالنسبة للجزء المعروف من أراضي الصومال باسم «الصومال الإيطالي»، والذي خضع لسيطرة إيطاليا من خلال سلسلة من اتفاقيات الحماية المتعاقبة وليس الحكم المباشر، وكان ذلك خلال فترة الحرب العالمية الأولى في حين تمتعت الحكومة الفاشية بالحكم المباشر على مقاطعة بنادر فقط.
وفي عام 1935 قامت إيطاليا الفاشية تحت قيادة زعيمها بينيتو موسوليني بغزو الحبشة بغرض إقامة مستعمرة إيطالية هناك. وقد لاقى هذا الغزو اعتراضاً من عصبة الأمم، إلا أن رد الفعل تجاه الغزو الإيطالي لم يتعد مرحلة الاعتراض حيث لم تتخذ الهيئة الدولية أي قرار من شأنه وقف العدوان أو تحرير الأراضي الإثيوبية المحتلة. وفي الثالث من آب/أغسطس عام 1940 قامت القوات الإيطالية ومعها بعض الوحدات الصومالية بعبور الحدود الإثيوبية وشن هجوم بري على الصومال البريطاني وذلك خلال معارك شرق أفريقيا في الحرب العالمية الثانية، وبحلول الرابع عشر من آب/أغسطس من نفس العام تمكنت القوات الإيطالية من الاستيلاء على مدينة بربرة وسقط الصومال البريطاني بالكامل في أيدي القوات الإيطالية في السابع عشر من نفس الشهر.
وفي كانون الثاني/يناير من عام 1941 قامت القوات البريطانية مدعومة بقوات من باقي المستعمرات البريطانية في إفريقيا بشن هجوم بري من كينيا لاسترجاع الصومال البريطاني وتحرير المناطق المحتلة من إثيوبيا والقضاء على القوات الإيطالية المتمركزة في الصومال الإيطالي. وبحلول شهر شباط/فبراير وقعت أغلب مناطق الصومال الإيطالي في أيدي القوات البريطانية وبحلول شهر آذار/مارس من العام نفسه استطاعت القوات البريطانية استرجاع الصومال البريطاني بالكامل عن طريق البحر. وتركت الإمبراطورية البريطانية قوات عاملة من اتحاد جنوب إفريقيا (جنوب إفريقيا حاليا) وشرق إفريقيا البريطاني (كينيا حاليا) وغرب إفريقيا البريطاني (وهي دول نيجيريا وغانا وسيراليون وغامبيا الحالية). وكانت تلك القوات البريطانية مدعومة من قوات صومالية تحت قيادة «عبد الله حسان» وتضم صوماليين من عدة قبائل مثل إسحاق وضولباهانت ووارسانغيلي. وبنهاية الحرب العالمية الثانية أخذ حجم التواجد الإيطالي بمنطقة القرن الإفريقي بالتضاؤل حتى بلغ 10,000 فرد فقط بحلول عام 1960.

### دولة الصومال
في أعقاب الحرب العالمية الثانية وبالرغم من مساعدة الصوماليين للحلفاء أبقت بريطانيا على سيطرتها على شطري الصومال البريطاني والإيطالي، كمحميتين بريطانيتين. وفي تشرين الثاني/نوفمبر من عام 1949 منحت الأمم المتحدة إيطاليا حق الوصاية على الصومال الإيطالي ولكن تحت رقابة دولية مشددة بشرط حصول الصومال الإيطالي على الاستقلال التام في غضون عشر سنوات فقط؛ في حين بقي الصومال البريطاني محمية بريطانية حتى عام 1960.
وبالرغم من سيطرة إيطاليا على منطقة الصومال الإيطالي بتفويض من الأمم المتحدة، إلا أن هذه الفترة من الوصاية على الحكم أعطت الصوماليين الخبرات اللازمة والتثقيف السياسي والقدرة على الحكم الذاتي وهي المزايا التي افتقدها الصومال البريطاني الذي كان مقدرا له الوحدة مع الشطر الإيطالي من الصومال لتكوين دولة موحدة. وبالرغم من محاولات المسؤولين عن المستعمرات البريطانية خلال منتصف العقد الخامس من القرن الماضي لإزالة حالة التجاهل التي عانت منها المستعمرات البريطانية في إفريقيا من قبل السلطات الإنجليزية إلا أن جميع تلك المحاولات بائت بالفشل وبقيت المستعمرات البريطانية عامة والصومال البريطاني خاصة في نفس حالة الركود السياسي والاقتصادي والاجتماعي مما كان عاملا مؤثرا في وجود العديد من العقبات الصعبة التي ظهرت عندما حان الوقت لدمج شطري البلاد في كيان سياسي واحد.
وفي غضون تلك الأحداث كلها، قامت بريطانيا تحت ضغط من حلفائها في الحرب العالمية الثانية بإعطاء منطقة الحوض، وهي أحد مناطق الرعي الصومالية الهامة وكانت محمية بموجب اتفاقيات وقعتها بريطانيا مع الجانب الصومالي خلال عامي 1884 و 1886، وأقليم أوغادين الذي تقطنه أغلبية صومالية إلى إثيوبيا وذلك بموجب اتفاقيات أخرى وقعتها الإمبراطورية البريطانية عام 1897 تقضي بمنح المقاطعات الصومالية إلى الإمبراطور الإثيوبي مينليك الثاني وذلك نظير مساعدته للقوات البريطانية على القضاء على مقاومة العشائر الصومالية في بداية الحرب العالمية الأولى. وبالرغم من إضافة بريطانيا لشروط تقضي بمنح القبائل الرعوية الصومالية المقيمة في المناطق الممنوحة للسلطات الإثيوبية الحكم الذاتي إلا أن أثيوبيا سرعان ما أعلنت سيطرتها على تلك القبائل، وفي محاولة منها لتدارك الموقف عرضت بريطانيا على أثيوبيا في عام 1956 شراء الأراضي التي كانت قد منحتها إليها سابقا إلا أن العرض البريطاني قوبل بالرفض شكلا وموضوعا من جانب السلطات الأثيوبية. وكذلك وفي نفس السياق، منحت بريطانيا حق السيطرة على المحافظة الحدودية الشمالية (بالإنجليزية: Northern Frontier District) والتي تسكنها أغلبية صومالية مطلقة لكينيا متجاهلة بذلك استفتاء كان قد جرى مسبقا في الإقليم يؤكد على رغبة أبنائه في الانضمام إلى الجمهورية الصومالية الحديثة.
وفي عام 1958، أقيم في جيبوتي المجاورة، والتي كانت تعرف باسم الصومال الفرنسي في ذلك الوقت، استفتاء لتقرير المصير حول الانضمام إلى دولة الصومال أو البقاء تحت الحماية الفرنسية، وجاءت نتيجة الاستفتاء برغبة الشعب في البقاء تحت الحماية الفرنسية. ويرجع السبب في خروج نتيجة الاستفتاء بهذا الشكل تأييد عشيرة عفار التي تكون غالبية النسيج السكاني لجيبوتي، للبقاء تحت الحماية الفرنسية وكذلك أصوات السكان الأوروبيين الذين تواجدوا في تلك المنطقة خلال فترة الحماية الفرنسية. أما باقي الأصوات التي صوتت ضد البقاء تحت السيادة الفرنسية فكانت من أبناء الصومال الراغبين في تحقيق وحدة كبرى للأراضي الصومالية المتفرقة وعلى رأسهم «محمود فرح الحربي» رئيس وزراء ونائب رئيس مجلس حكم الصومال الفرنسي، وهو صومالي الأصل من عشيرة عيسى، إلا أن حربي قتل بعد الاستفتاء بعامين في حادث تحطم طائرة. ونالت جيبوتي بعد ذلك استقلالها عن فرنسا في عام 1977 وأصبح حسن جوليد أبتيدون، وهو صومالي مدعوم من فرنسا، أول رئيس لجمهورية جيبوتي والذي بقى في الحكم منذ عام 1977 وحتى عام 1991.
وفي السادس والعشرين من حزيران/يونيو عام 1960 أعلن رسميا استقلال الصومال البريطاني عن المملكة المتحدة أعقبه بخمسة أيام استقلال الصومال الإيطالي، وفي نفس اليوم أعلن رسميا قيام دولة الصومال الموحدة بشطريها البريطاني والإيطالي وإن كانت بحدود قامت كل من بريطانيا وإيطاليا بترسيمها. وقام عبد الله عيسى محمد، رئيس وزراء الصومال تحت الاحتلال البريطاني في الفترة ما بين سنة 1956 وحتى عام 1960، بتشكيل أول حكومة صومالية وطنية، أسندت رياسة الجمعية الوطنية (مؤقتاً) للمحترم بشير إسماعيل حيث اختار عدن عبد الله عثمان دار أول رئيسا للصومال ومعه عبد الرشيد علي شارماركي كأول رئيس للوزراء، والذي أصبح رئيسا فيما بعد في الفترة بين سنة 1967 وحتى عام 1969. وفي العشرين من تموز/يوليو عام 1961 أقيم اقتراع شعبي حول الدستور الصومالي الجديد والذي وافق عليه الشعب بالإجماع وكانت أول مسودة لهذا الدستور قد وضعت عام 1960.
استمرت الصراعات القبلية والخلافات بين العشائر الصومالية منذ اللحظات الأولى للوحدة نتيجة للآثار التي تركتها دول الاستعمار في نفوس أبناء الشعب الواحد والفرقة التي عانى منها الشعب الصومالي طوال فترة الاستعمار. وفي عام 1967 أصبح محمد الحاج إبراهيم إيجال رئيسا للوزراء وهو المنصب الذي اختاره فيه عبد الرشيد شارماركي والذي كان رئيسا للبلاد في ذلك الوقت. وفيما بعد أصبح إيجال رئيسا لجمهورية أرض الصومال والواقعة في الشمال الشرقي للصومال والمستقلة بشكل أحادي الجانب والتي لا تحظى باعتراف دولي.
وبعد اغتيال الرئيس عبد الرشيد شارماركي أواخر عام 1969 تولت مقاليد البلاد حكومة عسكرية وصلت للسلطة خلال انقلاب عسكري قاده كل من اللواء صلاد جبيري خيديي والفريق محمد سياد بري وقائد الشرطة جامع قورشيل تولى خلاله بري رئاسة البلاد في حين أصبح قورشيل رئيسا للوزراء. وأقام الجيش الثوري برامج تشغيل واسعة النطاق لتشغيل الأفراد كما أطلق حملات ناجحة لمكافحة الأمية بالبلاد في المناطق المأهولة بالسكان والمناطق النائية على حد سواء وكان لهذه الإجراءات أثر فعال في الارتقاء بمستوى إجادة القراءة والكتابة بشكل ملحوظ، حيث ارتفع نسبة إجادة القراءة والكتابة بين الصوماليين من 5% إلى 55% بحلول منتصف العقد الثامن من القرن الماضي. وبالرغم من هذا استمرت الاضطرابات في عصر بري والصراعات على السلطة الأمر الذي دفعه لاغتيال ثلاثة من وزرائه دفعة واحدة كان على رأسهم اللواء جبيري نفسه.

مبنى البرلمان الصومالي القديم في مقديشيو.

وتجلت ديكتاتورية الحكومة العسكرية الصومالية في تموز/يوليو من عام 1976 وذلك بإنشاء الحزب الاشتراكي الثوري (بالصومالية: Xisbiga Hantiwadaagga Kacaanka Soomaaliyeed) والذي ظل مسيطرا على مقاليد الحكم منذ نشأته وحتى سقوط الحكومة العسكرية في الفترة ما بين كانون الأول/ديسمبر عام 1990 وكانون الثاني/يناير عام 1991، حيث أزيح الحزب عن الحكم بالقوة من جانب الجبهة الديمقراطية لإنقاذ الصومال (بالصومالية: Jabhadda Diimuqraadiga Badbaadinta Soomaaliyeed) والمؤتمر الصومالي الموحد ((بالإنجليزية: United Somali Congress)) والحركة الوطنية الصومالية (بالصومالية: Dhaq Dhaqaaqa Wadaniga Soomaliyeed) والحركة الوطنية الصومالية (بالإنجليزية: Somali Patriotic Movement) إضافة لأحزاب المعارضة المناهضة للعنف مثل الحركة الديمقراطية الصومالية (بالإنجليزية: Somali Democratic Movement) والتحالف الديمقراطي الصومالي (بالإنجليزية: Somali Democratic Alliance) وأخيرا المجموعة البيانية الصومالية (بالإنجليزية: Somali Manifesto Group).
وخلال عامي 1977 و 1978 قامت الصومال بغزو إثيوبيا خلال حرب أوغادين والتي سعت القوات الصومالية من خلالها لتوحيد الأراضي الصومالية التي ترى أن الاستعمار قد مزقها وقامت بمنح أجزاء منها لدول أخرى دون وجه حق، وكذلك منح حق تقرير المصير للمجموعات العرقية الصومالية القاطنة في تلك المناطق. في البداية، سلكت الصومال الطرق الدبلوماسية مع كلا من إثيوبيا وكينيا لإيجاد حل سلمي للقضايا العالقة بين الطرفين إلا أن كل الجهود الدبلوماسية الصومالية باءت بالفشل. فقام الصومال، والذي كان يستعد فعليا للحرب في نفس الوقت الذي جرب فيه الحل الدبلوماسي، بإنشاء الجبهة الوطنية لتحرير أوغادين (بالصومالية: Jabhadda Wadaniga Xoreynta Ogaadeenya) والتي أطلق عليها فيما بعد جبهة تحرير الصومال الغربي (بالإنجليزية: Western Somali Liberation Front)، وسعت للتحرك نحو استرجاع أقليم أوغادين بالقوة. وتحرك الصومال بشكل منفرد دون الرجوع للمجتمع الدولي الرافض عامة لإعادة ترسيم الحدود التي خلفها الاستعمار، في حين رفض الاتحاد السوفيتي ومن ورائه دول حلف وارسو مساعدة الصومال، بل على العكس قاموا بدعم حكومة إثيوبيا الشيوعية. وفي الوقت نفسه حاول الاتحاد السوفييتي الذي كان مزودا للسلاح للجانبين لعب دور الوسيط لإيجاد فرصة لوقف إطلاق النيران بين الدولتين.
استطاع الجيش الصومالي خلال الأسبوع الأول من المعارك من بسط سيطرته على وسط وجنوب الإقليم، وعلى مدار الحرب قام الجيش الصومالي بتحقيق انتصارات على الجيش الإثيوبي وتعقب فلول الجيش الإثيوبي المنسحبة حتى مقاطعة سيدامو الإثيوبية. وبحلول أيلول/سبتمبر من عام 1977 تمكنت الصومال من السيطرة على قرابة 90% من الإقليم كما نجحت في الاستيلاء على المدن الإستراتيجية الهامة مثل مدينة جيجيجا كما قامت بضرب حصار خانق حول مدينة ديرة داوا مما أصاب حركة القطارات من المدينة إلى جيبوتي بالشلل. وبعد حصار مدينة هرار قام الاتحاد السوفيتي بتوجيه دعم عسكري لم تشهده منطقة القرن الإفريقي من قبل لحكومة إثيوبيا الشيوعية تمثل في 18,000 من الجنود الكوبيين و 2,000 من جمهورية اليمن الديمقراطية الشعبية بالإضافة إلى 1,500 من الخبراء العسكريين السوفييت تدعمهم المدرعات والمركبات والطائرات السوفيتية. وفي مواجهة تلك القوة الهائلة أجبر الجيش الصومالي على الانسحاب وطلب المساعدة من الولايات المتحدة. وبالرغم من إبداء نظام جيمي كارتر استعداده لمساعدة الصومال خلال الحرب في بادئ الأمر إلا أن تدخل السوفييت السريع لإنقاذ إثيوبيا حال دون ذلك خشية توتر العلاقات أكثر فأكثر بين القوتين العظيمتين، ومع تراجع الولايات المتحدة عن مساعدة الصومال تراجع كذلك حلفاؤها من الشرق الأوسط وآسيا.
وبحلول عام 1978، بدأت الحكومة الصومالية بالتداعي وفقدان السيطرة الفعلية على مقاليد الأمور. كما بدت غالبية الشعب الصومالي غائبة في حالة من اليأس العام نتيجة الوقوع تحت الحكم العسكري الديكتاتوري لفترة طويلة من الزمان دون تحقيق انجازات فعلية على الأرض، كما ساعد اقتراب نهاية الحرب الباردة على إضعاف النظام أكثر فأكثر نتيجة لتضاؤل الأهمية الإستراتيجية للصومال. مما دفع الحكومة لانتهاج طرق أكثر شمولية كما زادت حركات المقاومة المسلحة والتي كانت تدعمها إثيوبيا ضد النظام الحاكم مما أدى إلى نشوب الحرب الأهلية الصومالية.
وفي عام 1990 صدر قانون يحظر على الصوماليين من ساكني العاصمة مقديشيو التواجد في جماعات أكثر من ثلاثة أو أربعة أفراد وإلا اعتبر تجمهرا يعاقب عليه القانون. كما ضربت جميع أنحاء الدولة أزمة شديدة تمثلت في نقص حاد للوقود أدت إلى تعطل وسائل المواصلات العامة مما أثر بشكل عام على أداء المصالح الحكومية والقطاعين العام والخاص. كما أدت أزمة التضخم التي عانت منها البلاد إلى ارتفاع ملحوظ في الأسعار وعدم قدرة المواطنين على الحصول على السلع الأساسية حيث وصل سعر المعكرونة الإيطالية العادية في ذلك الوقت إلى خمسة دولارات أمريكية للكيلو. كما وصل سعر لفافة القات التي تجلب يوميا من كينيا إلى خمسة دولارات أمريكية للفافة التقليدية. وبدأت القيمة النقدية للعملة الصومالية بالتضاؤل حتى أصبحت شوارع العاصمة مقديشيو مغطاة بالعملات المعدنية صغيرة الفئة وذلك بعد أن فضل حاملوها التخلص منها بدلا من عناء الاحتفاظ بها إذ أصبحت عديمة الفائدة ودون قيمة فعلية تذكر. كما ظهرت سوق سوداء رائجة في وسط العاصمة للإتجار في العملة وذلك لعدم وجود السيولة النقدية الكافية لتغيير العملات الأجنبية بما يوازيها من الشلن الصومالي. كما أصبح الظلام الحالك الذي يلف أرجاء المدينة بحلول المساء من المشاهد الطبيعية في مقديشيو وذلك بعد أن قامت الحكومة الصومالية ببيع المولدات الكهربائية المغذية للعاصمة. كما خضع كل الأجانب المتواجدين في المدينة لأي غرض كان لرقابة مشددة طوال فترة بقائهم في الصومال. كما قامت الحكومة بإصدار حزمة من القرارات الصارمة لتنظيم حركة استبدال العملات الأجنبية وذلك لمنع تصدير، أو بالأحرى تهريب العملات الأجنبية خارج أرجاء الصومال. حيث كان محظورا التعامل أو الاحتفاظ بالعملات الأجنبية خارج نطاق البنوك الحكومية أو الفنادق الثلاثة التي تديرها الحكومة. كما كان محظورا التقاط الصور في العديد من الأماكن بالرغم من عدم وجود أي محظورات واضحة تخص سفر أو إقامة الأجانب. وكانت من أهم الأحداث المعتادة أيضا عمليات الاختطاف المنظمة أثناء الليل والتي تقوم بها الجهات الحكومية ضد المعارضين والتي وصلت إلى حد اختطاف الأفراد من منازلهم، على الرغم من أن مشاهدة أي تواجد عسكري بمقديشيو أثناء النهار كان من أكثر الأمور ندرة على الإطلاق.

### الحرب الأهلية الصومالية

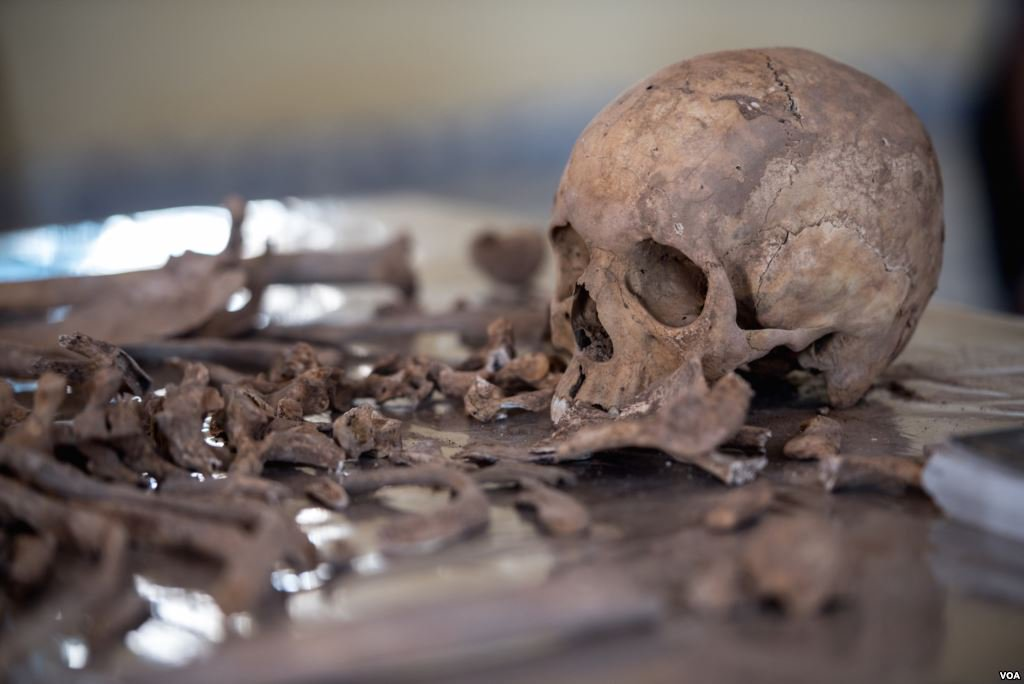
تم العثور على بقايا هياكل عظمية لضحايا بالإبادة الجماعية في إسحاق من موقع مقبرة جماعية تقع في بربرة ,صوماليلاند.

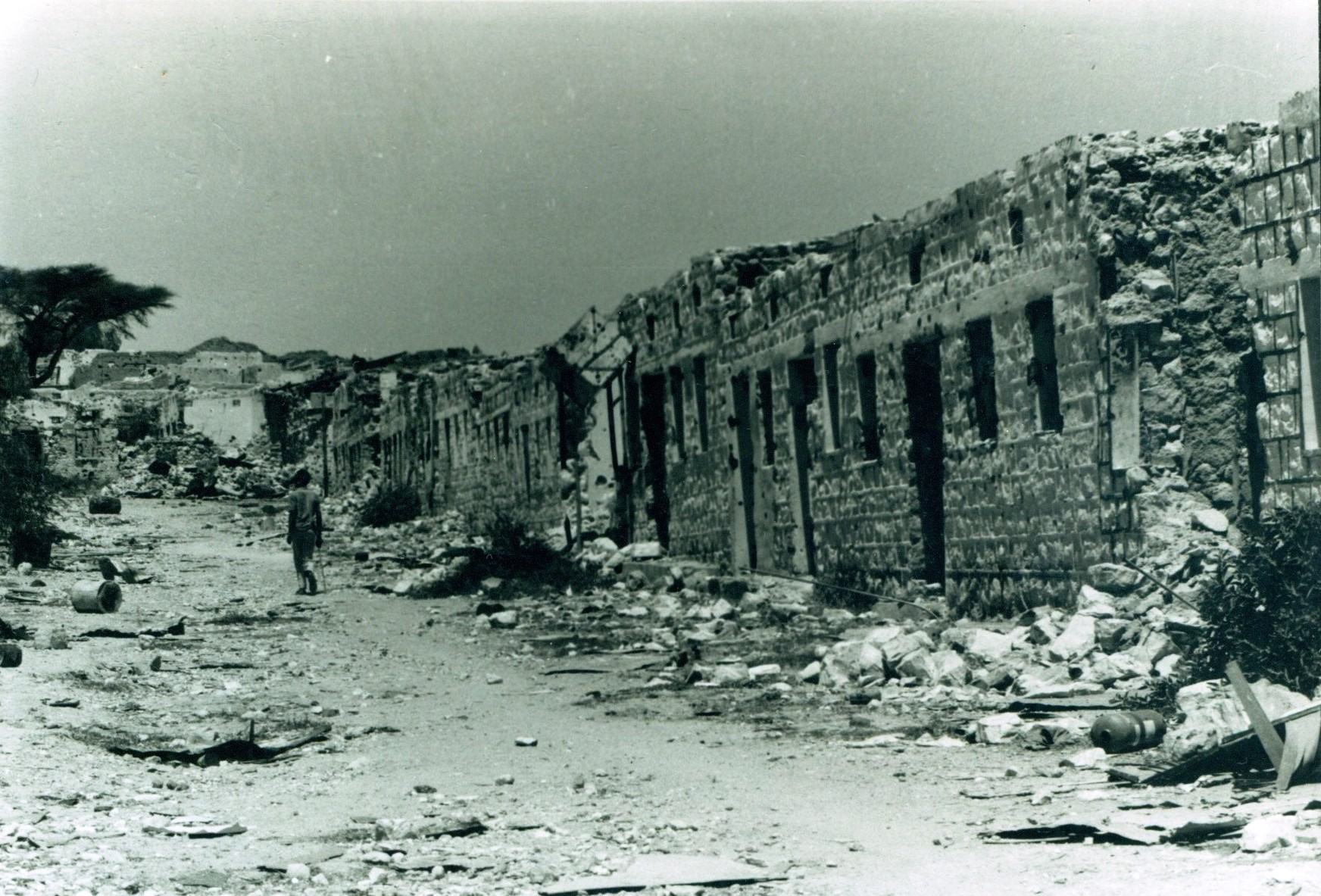
ما يصل إلى 90% من هرجيسا (ثاني أكبر مدينة في جمهورية الصومال) تم تدميرها بواسطة الحكومة الصومالية عام 1988.

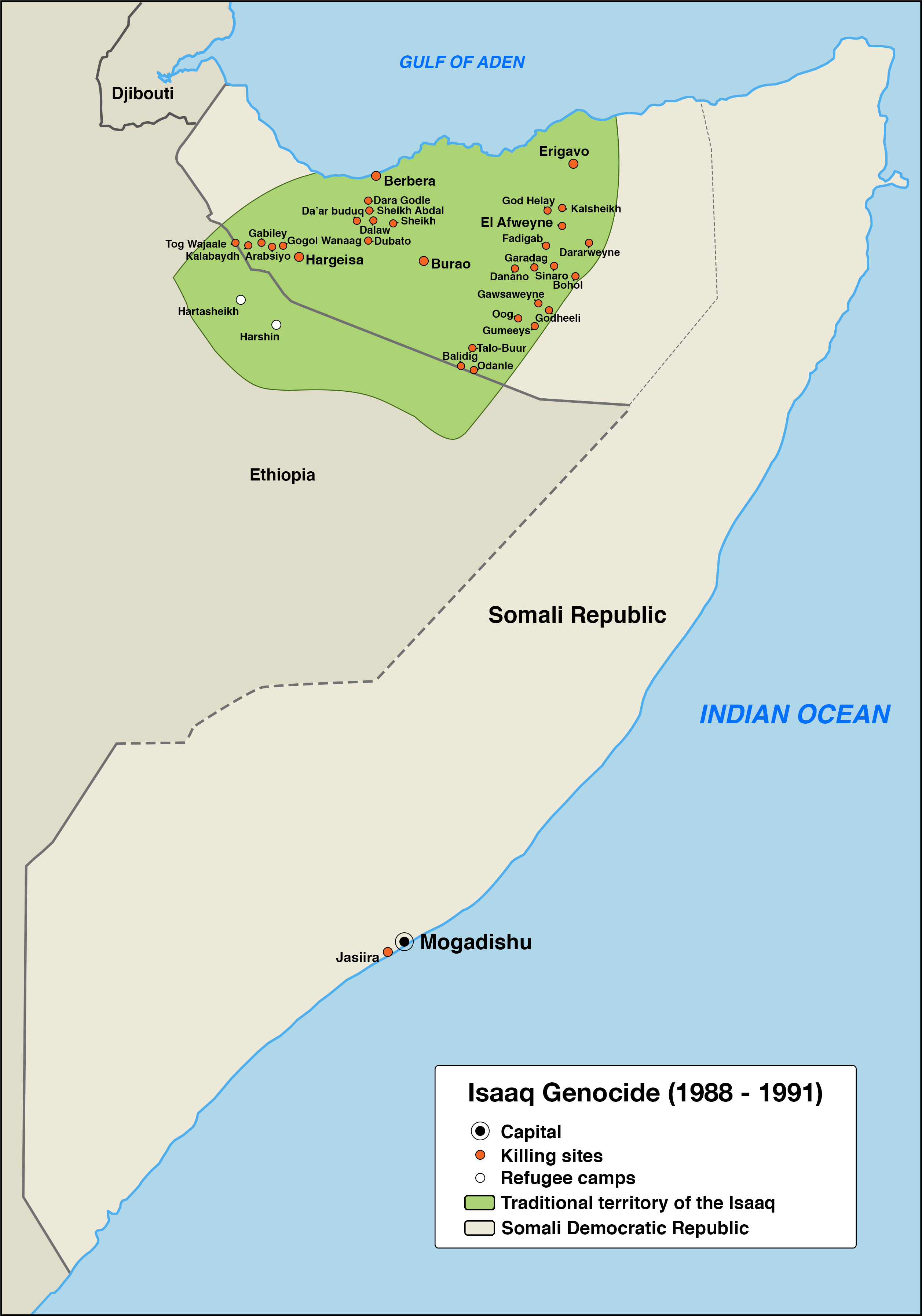
خريطة المواقع المتعلقة بالإبادة الجماعية في إسحاق.

تآكلت السلطة الأخلاقية لحكومة بري تدريجيًا، حيث أصيب العديد من الصوماليين بخيبة أمل من الحياة تحت الحكم العسكري. بحلول منتصف الثمانينيات، انتشرت حركات المقاومة المدعومة من قبل الإدارة الشيوعية الإثيوبية في جميع أنحاء البلاد. ورد بري بإصدار أوامر بتدابير عقابية ضد أولئك الذين اعتبرهم يدعمون الميليشيات محليًا، خاصة في المناطق الشمالية. تضمنت حملة القمع قصف المدن، مع المركز الإداري الشمالي الغربي هرجيسا، معقل الحركة الوطنية الصومالية (SNM)، من بين المناطق المستهدفة في عام 1988. قاد القصف الجنرال محمد سعيد هيرسي مورغان، صهر الرئيس الصومالي محمد سياد بري.
خلال عام 1990، في العاصمة مقديشو، مُنع السكان من التجمع العلني في مجموعات أكبر من ثلاثة أو أربعة. تسبب نقص الوقود في طوابير طويلة من السيارات عند محطات الوقود. دفع التضخم سعر المعكرونة (المعكرونة الإيطالية الجافة العادية، التي كانت غذاءً أساسياً في ذلك الوقت) إلى خمسة دولارات أمريكية للكيلوغرام. كان سعر القات، الذي يتم استيراده يوميًا من كينيا، خمسة دولارات أمريكية لكل حزمة قياسية. كانت الأوراق النقدية الورقية ذات قيمة منخفضة لدرجة أن هناك حاجة إلى عدة حزم لدفع ثمن وجبات المطاعم البسيطة.
توجد سوق سوداء مزدهرة في وسط المدينة حيث عانت البنوك من نقص العملة المحلية للتبادل. في الليل، كانت مدينة مقديشو مظلمة. كان الرصد الدقيق لجميع الأجانب زيارة سارية المفعول. تم إدخال لوائح صارمة مراقبة الصرف لمنع تصدير العملات الأجنبية. على الرغم من عدم فرض قيود على سفر الأجانب، فقد تم حظر تصوير العديد من المواقع. خلال النهار في مقديشو، كان ظهور أي قوة عسكرية حكومية نادرًا للغاية. ومع ذلك، تضمنت العمليات المزعومة التي قامت بها السلطات الحكومية في وقت متأخر من الليل عمليات «اختفاء» لأفراد من منازلهم.

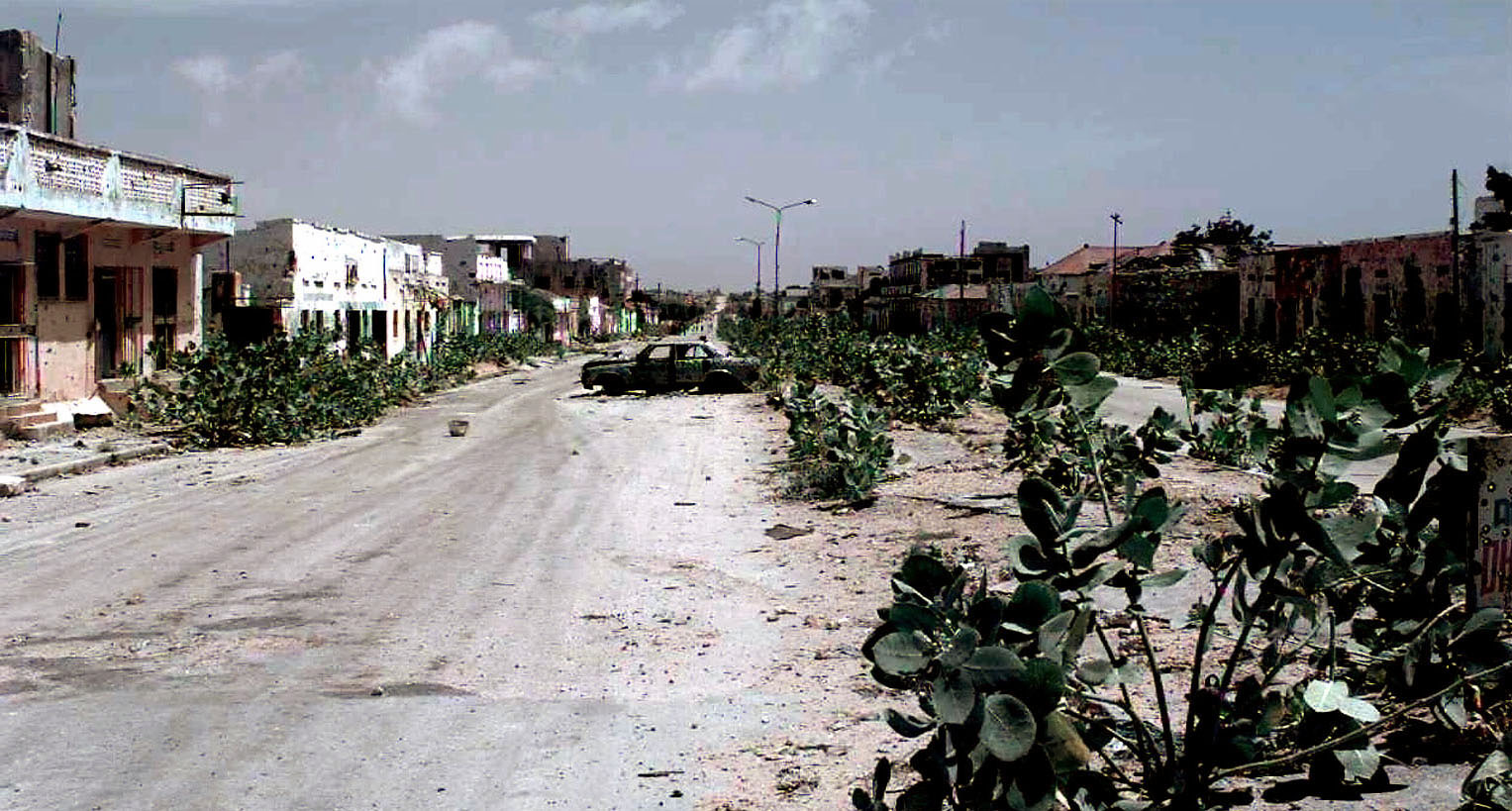
أحد الشوارع المهجورة والتي شكلت الخط الأخضر في مقديشيو عام 1993.

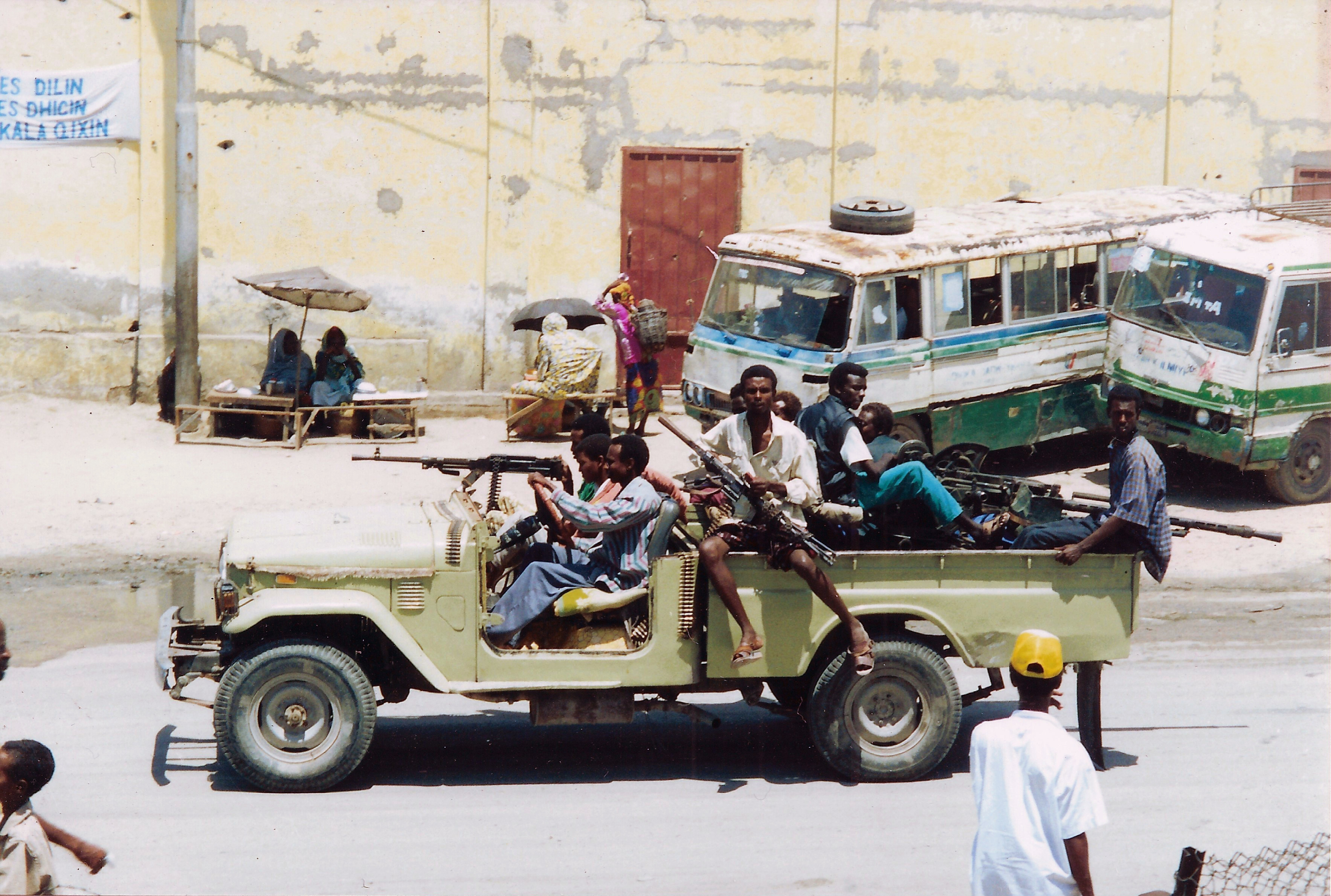
مسلحون تابعون لمحمد فرح عيديد يركبون سيارة لاندكروزر في العاصمة الصومالية مقديشو عام 1993م.

شهد عام 1991 تغيرات جذرية في الحياة السياسية بالصومال. حيث تمكنت قوات مؤلفة من أفراد العشائر الشمالية والجنوبية مسلحين ومدعومين من إثيوبيا من خلع الرئيس الصومالي محمد سياد بري. وبعد عدة اجتماعات دارت بين الحركة الوطنية الصومالية وشيوخ العشائر الشمالية، أعلن الجزء الشمالي من الصومال (الصومال البريطاني قديما) انفصاله بصفة أحادية الجانب عن دولة الصومال تحت اسم جمهورية أرض الصومال (بالصومالية: Jamhuuriyadda Soomaaliland وبالإنجليزية: Republic of Somaliland) في مايو من عام 1991. وعلى الرغم من الانفصال التام الذي حققته جمهورية أرض الصومال واستقرار الأوضاع النسبي الذي تمتعت به مقارنة من الجنوب الصاخب إلا أنها افتقرت إلى الاعتراف الدولي بها من أية حكومة أجنبية.
وفي يناير من عام 1991 تم اختيار «علي مهدي محمد» عن طريق المجموعة الصومالية كرئيس مؤقت للبلاد لحين عقد مؤتمر وطني يضم كل الأطراف ذوي الصلة في الشهر التالي بجمهورية جيبوتي لاختيار رئيس للبلاد. إلا أن اختيار «علي مهدي محمد» قد لاقى اعتراضا شديدا منذ البداية من جانب كل من الفريق محمد فرح عيديد زعيم الكونغرس الصومالي المتحد وعبد الرشيد تور زعيم الحركة الوطنية الصومالية وكول جيس زعيم الحركة القومية الصومالية. مما أحدث انقساما على الساحة السياسية الصومالية بين كل من الحركة الوطنية الصومالية والحركة القومية الصومالية والكونغرس الصومالي المتحد والمجموعة الصومالية والحركة الديمقراطية الصومالية والتحالف الديمقراطي الصومالي من جهة والقوات المسلحة التابعة للكونغرس الصومالي المتحد بقيادة الفريق محمد فرح عيديد من جهة أخرى. وبالرغم من ذلك، أدى هذا التناحر إلى إسقاط نظام محمد سياد بري الحاكم والذي استمر في إعلان نفسه الحاكم الشرعي الوحيد للصومال حيث بقى مع مناصريه من الميليشيات المسلحة في جنوب البلاد حتى منتصف عام 1992 مما أدى إلى تصعيد أعمال العنف خاصة في مناطق جدو وباي وبكول وشبيلا السفلى وجوبا السفلى وجوبا الوسطى؛ في حين أدت الصراعات المسلحة داخل الكونغرس الصومالي الموحد إلى إصابة مقديشيو والمناطق المحيطة بها بدمار واسع.

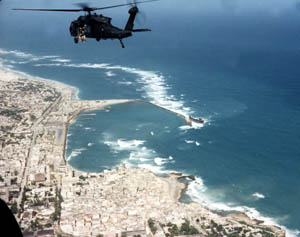
طائرة مروحية في مقديشو.

وأدت الحرب الأهلية، التي لا تزال تدور رحاها في الصومال، إلى تعطيل الزراعة وتوزيع الغذاء في الجنوب الصومالي ولعل الأسباب الرئيسية التي اندلعت من أجلها الحرب في البلاد تتلخص في الحساسية المفرطة بين العشائر وبعضها البعض بالإضافة إلى التكالب على السيطرة على الموارد الطبيعية والمناطق الرعوية الغنية. وكان جيمس بيشوب آخر السفراء الأمريكيين للصومال قد وصف الوضع الراهن والحرب الأهلية هناك بأنها «صراع على الماء ومناطق الرعي والماشية كانت تدار قديما بالأسهم والسيوف وأصبحت تدار الآن بالبنادق الألية.» وقد أدت الحرب الأهلية الصومالية إلى حدوث مجاعة أودت بحياة قرابة 300,000 صومالي مما دفع مجلس الأمن لاستصدار قرار بوقف إطلاق النار عام 1992 وإرسال قوات حفظ السلام الدولية الأولى بالصومال (UNOSOM I) لإنقاذ الوضع الإنساني للبلاد. وكان استخدام القوة بالنسبة لقوات حفظ السلام مقصورا فقط على الدفاع عن النفس مما أعطى العشائر المتحاربة الفرصة لإهمال تواجدها واستكمال صراعهم المسلح.
وردا على تصاعد حدة العنف وتدهور الوضع الإنساني قامت الولايات المتحدة بتزعم تحالف عسكري دولي بغرض إحلال الأمن في الجنوب الصومالي والارتقاء بالوضع الإنساني هناك وتسهيل وصول المعونات الإنسانية من الأمم المتحدة والدول المانحة. ودخلت قوات التحالف والتي عرفت باسم قوات الفرقة الموحدة (بالإنجليزية: Unified Task Force أو UNITAF) في ديسمبر من عام 1992 من خلال عملية «إعادة الأمل» وفقا لقرار مجلس الأمن رقم 794. وتمكنت القوات الدولية من إعادة النظام في جنوب الصومال والتخفيف من أثار المجاعة التي عانت منها البلاد حتى انسحبت معظم القوات الأمريكية من البلاد بحلول مايو من عام 1993 واستبدلت قوات الفرقة الموحدة بقوات حفظ السلام الدولية الثانية بالصومال (UNOSOM II) في الرابع من مايو وفقا لقرار مجلس الأمن رقم 837 والصادر في السادس والعشرين من مارس من نفس العام.
على الجانب الآخر رأى محمد فرح عيديد في قوات حفظ السلام الدولية تهديدا له ولسلطاته حيث أصدر الأوامر لميليشياتة المسلحة بمهاجمة مواقع القوات الباكستانية العاملة بمقديشيو مما أسفر عن إصابة نحو 80 فرد متعددي الجنسية من قوات حفظ السلام، واستمر القتال حتى سقط 19 جنديا أمريكيا وجنديين باكستانيين وآخر ماليزي صرعى من جانب قوات حفظ السلام بالإضافة إلى قرابة 1,000 فرد من الميليشيات الصومالية المسلحة في الفترة ما بين الثالث والرابع من أكتوبر لعام 1993 فيما عرف في التاريخ الحربي فيما بعد باسم «معركة مقديشيو» الأمر الذي دفع الأمم المتحدة لشن عملية «الدرع الموحد» بقوات مكونة من عناصر أمريكية ومصرية وباكستانية في الثالث من مارس لعام 1995، إلا أن هذه القوات قد تكبدت خسائر بشرية كبيرة دون إقرار حكومة مدنية في الصومال حتى أعلن مقتل عيديد في مقديشيو في يونيو من عام 1996.

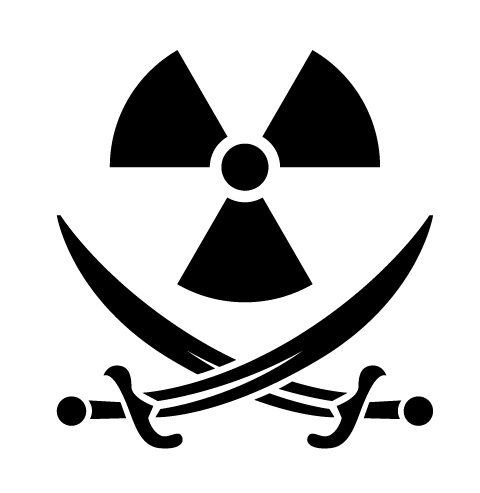
شعار يرمز إلى أحد أسباب القرصنة في الصومال، ألا وهي إلقاء النفايات السامة في المياه الإقليمية الصومالية.

برزت مشكلة القرصنة قبالة شاطئ الصومال كنتيجة حتمية لانهيار وتضعضع السلطة الحكومية إثر نشوب الحرب الأهلية، وقد ظهرت هذه المشكلة بداية الأمر في الموانئ الساحلية للبلاد. أتت القرصنة كردة فعل من قبل الصيادين الصوماليين قاطني عدد من البلدات الساحلية مثل: ايل، كيسمايو، وهراردير، على هجوم سفن الصيد الأجنبية على الثروة السمكية الموجودة بالمياه الإقليمية بعد انهيار الحكومة، الأمر الذي حرم الصيادين من جزء كبير من مدخولهم. كذلك، لاحظ بعض المسؤولين أن أعمال القرصنة تصاعدت بعد حدوث زلزال المحيط الهندي بتاريخ 26 ديسمبر من عام 2004، الذي تسبب بموجة تسونامي هائلة دمرت عدد من القرى الساحلية وقوارب صيدها. يقول البعض أن أعمال القرصنة في الصومال هي «الأعمال الاقتصادية الوحيدة المزدهرة» في البلاد، وأنها «دعامة» اقتصاد أرض البنط.
يعتقد بأنه تم بيع ما بين 25,000 و 50,000 عبدا من قوم البانتو، قاطنين موزامبيق وتنزانيا، في الفترة الممتدة بين عامي 1800 إلى 1890، لأناس من الصومال عن طريق سوق الرقيق في زنجبار. يختلف البانتو عن الصوماليون من الناحية العرقية، الجسدية، والثقافية، وقد بقوا مهمشين في البلاد منذ أن حضروا في القرن التاسع عشر حتى اليوم. يعتقد أن عدد البانتو في الصومال وصل إلى 900,000 نسمة قبل الحرب الأهلية، أما الآن فقد تراجع بعض الشيء، خصوصا وأن 12,000 لاجئ منهم استقر في الولايات المتحدة بدأ من سنة 2003، وأيضا بسبب قيام الحكومة التنزانية بمنح الجنسية للبعض الأخر، وإعادتهم إلى أراضي أجدادهم التي نزعوا منها.
في أواسط سنة 2011 أدى تخلف الأمطار لموسمين متتاليين إلى وقوع أسوأ موجة جفاف في القرن الأفريقي منذ 60 عام. وقد أدى تفاقم الجفاف وما نجم عنه من ذبل للمحاصيل ونفوق للحيوانات وارتفاع أسعار المياه والوقود والغذاء، أدى إلى هجرة جماعية لأهل جنوب الصومال الذي تتجاذبه الصراعات المسلحة، إلى مراكز الإغاثة في الدول المجاورة. وفي شهر يوليو من عام 2011، أعلنت الأمم المتحدة رسميا وجود مجاعة في جنوب الصومال، سرعان ما تفاقمت بسبب منع الجماعات المسلحة دخول الإمدادات الغذائية إلى البلاد. بالمقابل، أنشأت الحكومة هيئة إغاثة وطنية تتكون من عدة وزراء تهدف إلى العمل على الحد من أضرار الجفاف وتأثيره على الناس، وقد أفادت المنظمة اللوثرية العالمية أن نشاط القوات العسكرية الحكومية في جنوب البلاد منذ بداية ديسمبر 2011، حد بعض الشيء من عمليات النزوح الجماعي خارج الصومال.

## السياسة

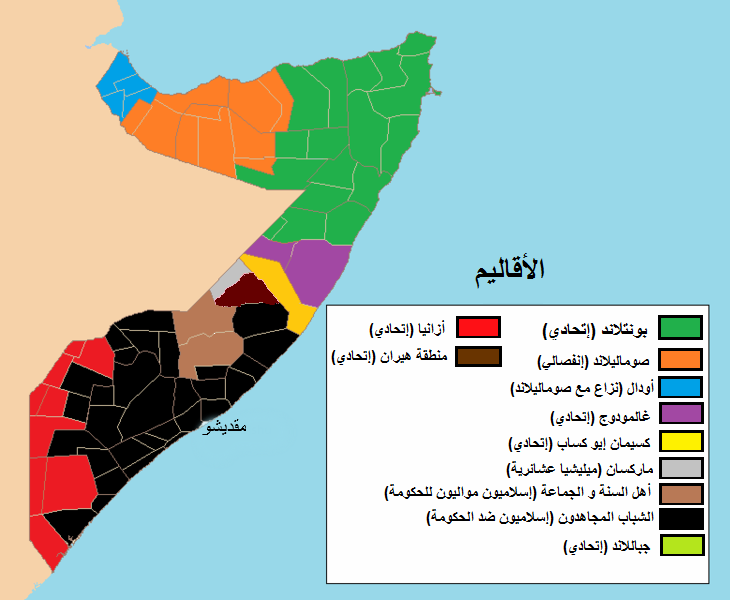
الوضع الحالي في الصومال.

في أعقاب الحرب الأهلية وخلال عام 1998 أعلنت عشيرتي «هارتي» و«دارود» عن قيام دولة منفصلة ذات حكم ذاتي في الشمال الشرقي للصومال أطلقوا عليها اسم أرض البونت (بالصومالية: Puntlaand) إلا أنها أعلنت استعدادها للمشاركة في وضع دستور جديد لتشكيل حكومة مركزية جديدة. أعقب ذلك في عام 2002 إعلان انفصال دولة «جنوب غرب الصومال» وقيام الحكم الذاتي بها فوق مناطق بأي وباكول وجوبا الوسطى وجدو وشبيلي السفلى وجوبا السفلى والتي أصبحت جميعها تحت تصرف الدولة الناشئة وذلك على الرغم من المحرضين الأساسيين للانفصال، جيش رحانوين للمقاومة الذي تأسس عام 1995، ولم يكن قد فرض سيطرته الكاملة إلا على بأي وباكول وأجزاء من جدو وجوبا الوسطى ومع ذلك سارع بإعلان انفصال تلك المناطق عن دولة الصومال وتأسيس دولة الصومال الجنوبية الغربية.

## القانون
يتشكل النظام القانوني في الصومال من ثلاثة خطوط عريضة، وهي: القانون المدني والشريعة الإسلامية وجملة من القوانين العشائرية والأعراف التقليدية وتعرف باسم الحير (بالصومالية: Xeer).

### القانون المدني
على الرغم من الدمار الواسع الذي حل بالنظام القضائي الصومالي في أعقاب سقوط نظام سياد بري الحاكم إلا أنه تم إعادة تأسيس وهيكلة النظام القضائي الصومالي وتفعيله من جانب الحكومات المحلية الصومالية مثل حكومتي أرض الصومال وأرض البنط المتمتعتين بالحكم الذاتي، أما بالنسبة للحكومة الفيدرالية الانتقالية فقد تم وضع نواة النظام القضائي الجديد خلال العديد من المؤتمرات الدولية ذات الصلة التي عقدت مسبقا.
وبالرغم من الاختلافات السياسية المتباينة بين كل تلك المناطق العاملة بالنظام القضائي الصومالي إلا أنهم مشتركون جميعا في نظام قانوني واحد مستمد من النظام القضائي الصومالي القديم الذي كان موجودا منذ عهد سياد بري من حيث:
- وجود دستور يعطي أولية إصدار الأحكام النابعة من الشريعة الإسلامية أو الأحكام الفقهية وما اتفق عليه جملة علماء المسلمين وذلك على الرغم من إن تحكيم الدين لا يتم العمل به فعليا إلا في الأمور المتعلقة بالأحوال المدنية مثل الزواج والطلاق والمواريث والأمور المدنية الأخرى.
- احترام الدستور للإعلان العالمي لحقوق الإنسان وكل القوانين ذات الصلة. كما يضمن الدستور حرية القضاء وهو ما تكفله اللجنة القضائية العليا.
- بناء النظام القضائي على ثلاثة محاور رئيسية وهي: المحكمة العليا، ومحكمة الاستئناف، والمحاكم الابتدائية.
- إبقاء العمل بالقوانين الموضوعة قبل الانقلاب العسكري الذي جاء بسياد بري للسلطة لحين إصدار تشريعات وقوانين أخرى بديلة.

### الشريعة
لعبت الشريعة الإسلامية دورا أساسيا في حياة المجتمع الصومالي، فطالما كانت الشريعة القاعدة الأساسية التي يؤخذ عنها القوانين أثناء وضع أي دستور من تلك الدساتير العديدة التي تشكلت على مدار تاريخ الحياة السياسية بالصومال، وذلك على الرغم من أن العمل فعليا بالشريعة الإسلامية لم يتخط العمل بها إلا في الأحوال المدنية مثل مسائل الزواج والطلاق وحساب المواريث والمشاكل الأسرية الأخرى؛ إلا أن الأمور قد تغيرت بعض الشيء بعد اندلاع الحرب الأهلية حيث نمت العديد من المحاكم الشرعية والتي انتشرت في أغلب مدن وبلدات الصومال.
وأصبح من دور المحاكم الشرعية والتي لم تعهده من قبل هو:
- إصدار الأحكام في مختلف القضايا بنوعيها؛ المدنية والجنائية.
- تنظيم الميليشيات والقوات المنوطة بإلقاء القبض على المجرمين وإيقاف الخارجين عن القانون.
- احتجاز المسجونين لحين صدور حكم بشأنهم وإتمامهم فترة عقوبة السجن.

وبالرغم من تكوين المحاكم الشرعية الذي يبدو بسيطا إلا أنه في الواقع يتشكل من نظام إداري هرمي يتكون من رئيس للمحكمة ونائب للرئيس وأربعة قضاة. ولا تقتصر مهام الشرطة على تقديم التقارير التي تعد عاملا أساسيا مساعدا في طبيعة الأحكام التي تصدرها المحكمة فحسب بل تمتد أيضا لمحاولة تسوية النزاعات قبل وصولها لدوائر المحاكم بالإضافة إلى تعقب المجرمين والخارجين عن القانون في حين تقوم المحاكم بإدارة المراكز المختصة باحتجاز المذنبين. كما تقوم المحاكم الشرعية بتكوين لجنة اقتصادية مستقلة تقوم بجمع الضرائب المفروضة على التجار والمحال التجارية وأي أنشطة كسب أخرى.
وفي مارس من عام 2009 قامت الحكومة الائتلافية الجديدة بإقرار الشريعة الإسلامية مصدرا وحيدا للتشريع وإصدار الأحكام والقوانين.

### الحير

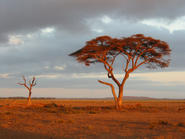
أشجار الطلح والتي تعقد عندها محاكم الحير العرفية.

لقرون طويلة استخدم الصوماليون نظاما قانونيا مستمدا من أحكامهم العرفية وقوانينهم العشائرية وأطلق على جملة هذه القوانين والأحكام اسم «الحير»؛ وهو عبارة عن دستور أو أقرب ما يكون إليه منه إلى الميثاق متعدد المراكز القانونية إذ لا توجد وكالة أو هيئة أو جهة احتكارية معينة توضح ماهية القانون الحكم المتبع في حالة قضائية معينة؛ إذ يرجع التقييم لكل مرة إلى رئيس المحكمة العرفية أو مجلس العشيرة لتحديد الحكم المناسب وكيفية تنفيذه.

## التقسيم الإداري

### المناطق الإدارية
قبل اندلاع الحرب الأهلية كانت الصومال تقسم إداريا إلى 18 منطقة إدارية (بالصومالية: gobollada والمفرد منها gobol) وبالتبعية كانت تقسم تلك المناطق الإدارية إلى أحياء؛ والمناطق الثمانية عشر هي:
| 1 عدل 2 بكول 3 بنادر 4 باري 5 باي 6 جلجدود |  | 7 جدو 8 هيران 9 جوبا الوسطى 10 جوبا السفلى 11 مدج 12 نوجال |  | 13 سناج 14 شبيلي الوسطى 15 شبيلي السفلى 16 صول 17 توغدير 18 وقويي جالبيد |

ويعد الأمر المغاير الآن هو تقسيم شمال الصومال بين ثلاثة دويلات أعلنت انفصالها بشكل أحادي الجانب وهم: أرض الصومال وأرض البنط وجالمودوج. أما الجنوب فخاضع اسميا للحكومة الفيدرالية الانتقالية وإن كانت تسيطر عليه فعليا الجماعات الإسلامية. وطبقا للمتغيرات السياسية الحالية أصبحت الصومال (كلية) تقسم إلى 35 منطقة إدارية.
- منطقة إدارية.
- أرض البونت: 9 مناطق إدارية.
- جالمودوج: 4 مناطق إدارية.
- المناطق الخاضعة للحكومة الفيدرالية الانتقالية: 11 منطقة إدارية.

## الجغرافيا والمناخ

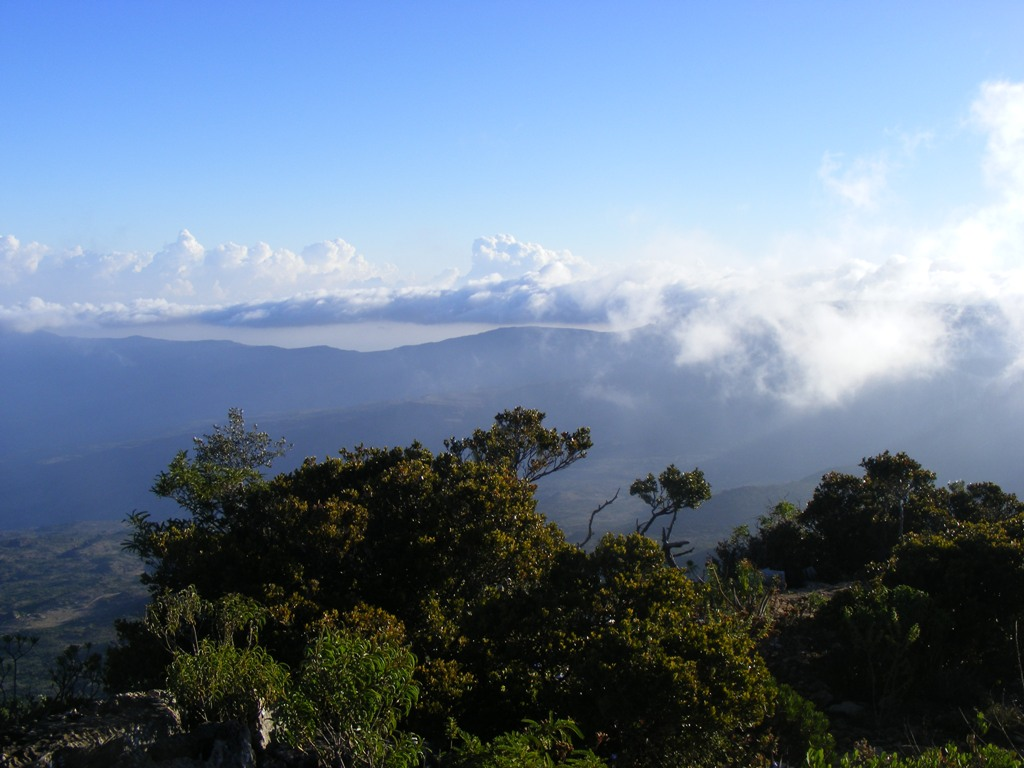
منظر من جبال علمدو في الصومال.

تقع الصومال في أقصى شرق القارة الإفريقية والتي تشبه في تكوينها قرن حيوان الكركدن واسع الانتشار في القارة الإفريقية ولذا أطلق عليها اسم القرن الإفريقي. وتمتد الصومال فيما بين دائرة عرض 10 شمالا وخط طول 49 شرقا. وتبلغ مساحة الصومال 637,657 كميلومتر مربع منها 10,320 كيلومتر مربع تغطيها المسطحات المائية أي حوالي 1.6% من المساحة الإجمالية للبلاد وهي بذلك تقل في المساحة بعض الشئ عن ولاية تكساس الأمريكية. كما تمتلك الصومال حدود برية بطول 2,340 كم تفصلها عن كل من جيبوتي بمسافة 58 كيلومتر، إثيوبيا بمسافة 1,600 كيلومتر، وكينيا بمسافة 682 كم، علاوة على ذلك تمتلك الصومال أطول السواحل على مستوى القارة الإفريقية، حيث يبلغ إجمالي طول السواحل الصومالية 3,025 كيلومتر؛ وتمتد المياه الإقليمية الصومالية إلى 200 ميل بحري داخل مياه المحيط الهندي.

## الصحة
تعد المشاكل المتعلقة بالصحة الإنجابية في الصومال من أهم العقبات والمشاكل التي تواجه المنظمات الصحية العاملة في الصومال وعلى رأسها اليونسيف. ويأتي على رأس هذه العقبات ارتفاع نسبة الوفيات بين السيدات في سن الإنجاب وكذلك ارتفاع نسبة الوفيات بين الأطفال حديثي الولادة لأسباب عدة يأتي على رأسها الجفاف وعدوى الجهاز التنفسي والملاريا.

## التعليم

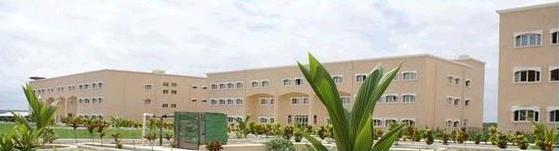
الحرم الجديد لجامعة مقديشو.

وزارة التعليم الصومالية هي الجهة الرسمية الوحيدة في الصومال المنوطة بتنظيم الحركة التعليمية بالبلاد، وتستفيد الوزارة بنسبة 15% من إجمالي نفقات الميزانية الحكومية والتي يختص بها قطاع التعليم. وأصبح الاهتمام بالتعليم من الأولويات الحكومية سواء في الصومال أو الدول الشمالية المستقلة عنها، ففي عام 2006 أصبحت أرض البنط ثاني مناطق الصومال، بعد أرض الصومال، التي تجعل التعليم الابتدائي مجانيا حيث أصبح المدرسين يتقاضون رواتبهم الشهرية من حكومة أرض البنط مباشرة. وفي عام 2007 ارتفع عدد المدارس الابتدائية بالصومال من 600 مدرسة قبل أندلاع الحرب الأهلية إلى 1,172 مدرسة مع زيادة قدرت بنسبة 28% في إجمالي عدد طلاب المرحلة الابتدائية.

## الاقتصاد
على الرغم من الحرب الأهلية استطاعت الصومال بناء اقتصاد متنامي في السنوات الأخيرة قائم أساسا على الثروة الحيوانية وشركات تحويل الأموال وشركات الاتصالات؛ ففي دراسة أجراها البنك الدولي عام 2003 على الاقتصاد الصومالي تبين نمو القطاع الخاص بصورة ملفتة للنظر خاصة في مجالات التجارة والنقل وتحويل الأموال وخدمات البنية التحتية علاوة على الازدهار الذي حققه في القطاعات الرئيسية مثل الثروة الحيوانية والزراعة والصيد، كما أظهرت دراسة أصدرتها هيئة الأمم المتحدة عام 2007 انتعاشا في قطاع الخدمات وهو ما أرجعه عالم الأنثروبولوجيا سبينسر هيلث ماك كالوم للقانون العشائري الصومالي «الحير» في الأساس والذي يوفر بيئة اقتصادية صالحة تقوم على المنفعة العامة وتصلح لإقامة المشاريع الاقتصادية على اختلاف طبيعتها.

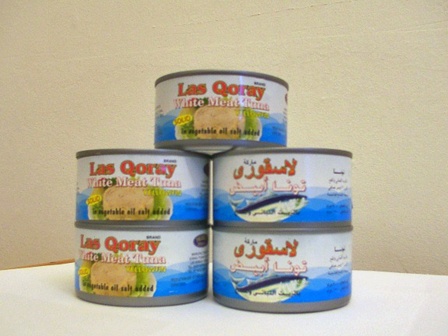
علب أسماك التن تحمل علامة "لاسقوري" التجارية والتي تنتج في مدينة لاسقورى الساحلية، الصومال.

ويعد القطاع الزراعي أهم القطاعات الاقتصادية في البلاد إذ يشكل مع الثروة الحيوانية 40% من إجمالي الدخل القومي في الصومال كما يشكل 65% من إجمالي عوائد الصادرات؛ وبجانب المنتجات الزراعية واللحوم الحية والمذبوحة التي تصدرها الصومال تقوم البلاد أيضا بتصدير الأسماك والفحم والموز والسكر والذرة الرفيعة والذرة الشامية وكلها من المنتجات المحلية. وبالنسبة للصادرات الحيوانية فقد قامت الصومال بتصدير 3 ملايين رأس حية من الأغنام عام 1999 استأثرت بهم مينائي بوساسو وبربرة حيث تم تصدير 95% من إجمال عدد رؤوس الماعز و52% من الخراف التي تم تصديرها من شرق إفريقيا بالكامل. وتصدر أرض الصومال سنويا ما يقرب من 180 مليون طن من الثروة الحيوانية بالإضافة إلى 480 مليون طن من المنتجات الزراعية. علاوة على ذلك تعد الصومال أكبر موريدي المستكة والمر على مستوى العالم.

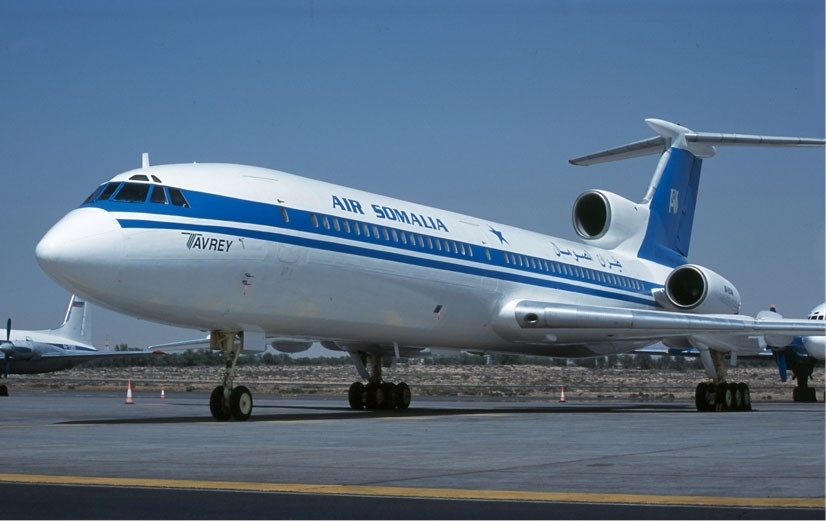
هناك عدد من شركات الطيران الخاصة التي تقود حربا في تخفيض الأسعار من أجل الاستئثار بتشغيل أكبر قدر من الرحلات على حساب الشركات الأخرى الصومالية.

أما عن القطاع الصناعي فلا يزال يعاني من جراء الحرب الأهلية ويعتمد أساسا على تعليب وتجهيز المنتجات الزراعية وجعلها معدة للتصدير، ولا يشارك القطاع الصناعي بأكثر من 10% من إجمالي الناتج المحلي. وبعيدا عن الاعتماد على المنتجات الزراعية فقد بدأت بعد النشاطات الصناعية الأخرى في النمو، فعلى سبيل المثال هناك شركات الطيران الخاصة والتي تقود حربا في تخفيض الأسعار من أجل الاستئثار بتشغيل أكبر قدر من الرحلات على حساب الشركات الأخرى.
وهناك أيضا قطاعات الأعمال التي نمت اعتمادا على اعتمادات المواطنين الصوماليين في الخارج مثل شركات الهاتف المحمول والمحطات الإذاعية الخاصة ومقاهي الإنترنت كما تم افتتاح مصنعا جديدا للتعليب في مقديشيو تابعا لشركة كوكا كولا العالمية مما يدل على ثقة الشركات العالمية في المناخ الاستثماري الحالي في الصومال.
علاوة على ذلك تعد شركات تحويل الأموال من كثر قطاعات الأعمال رواجا في الوقت الحالي، إذ تقوم هذه الشركات بضخ ما يقرب من ملياري دولار سنويا داخل البلاد عن طريق التحويلات الخارجية من صومالي الخارج وتعد أكثر الشركات نشاطا في هذا المجال هي الشركات التي تقوم بنقل الأموال عن طريق الحوالات النقدية ويأتي على رأس تلك الشركات شركة «دهب شيل» ومقرها مدينة هرجيسا والتي يعمل بها أكثر من 1,000 صومالي وتمتلك 40 فرعا حول العالم من بينها فروع في دبي ولندن.
كما أظهرت الشركات الصينية والأمريكية على حد السواء اهتماما واضحا بالثروة المعدنية في الصومال وخاصة استخراج النفط حيث أكدت شركة «مجموعة الموارد» (بالإنجليزية: Range Resources) الأمريكية على وجود احتياطيات نفطية في مقاطعة أرض البنط تقدر بخمسة إلى عشرة مليارات برميل من خام النفط.

## الإعلام والاتصالات

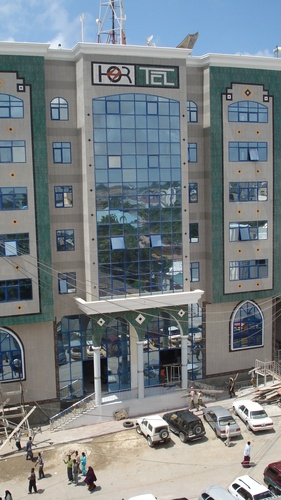
مقر هورمود اتصالات بمقديشيو.

نمت في العقد الأخير العديد من الصحف والمحطات الإذاعية والتليفزيونية الخاصة والتي لم تجد طريقها للجمهور في العاصمة فحسب، ولكن في كل المدن والبلدات الكبرى بالصومال. وتسيطر على المجال الإعلامي حاليًا أربع شركات كبرى على رأسها "شبكة هون افريك الاعلامية" (hornafrik)"، و"شبكة شبيلا الإعلامية"، التي أنشئت عام 2002، و"إذاعة جالكعيو"، و"إذاعة جروي" التي أنشئت عام 2004.
ولم تقتصر الطفرة على المجال الإعلامي فحسب بل امتدت أيضًا لمجال الاتصالات السلكية واللاسلكية حيث زاد عدد مستخدمي الإنترنت خلال الخمسة أعوام ما بين سنة 2002 و2007 بنسبة قدرها 44.900% محققة أعلى نسبة نمو في أفريقيا على الإطلاق. إذ تتنافس الشركات العاملة في مجال تكنولوجيا المعلومات على سوق مكون من نصف مليون مستخدم للإنترنت. ويوجد بالصومال حاليا 22 مزودا لخدمة الإنترنت بالإضافة إلى 234 مقهى للإنترنت منتشرين بالبلاد محفققة زيادة سنويا قدرها 15.6%. كما أصبح من المتاح الآن الاتصال بالإنترنت عن طريق القمر الصناعي خاصة في المناطق المتطرفة والتي لا تتوافر بها خطوط إتصال الهاتفية أو تغطية لاسلكية. وتعد الأمم المتحدة والمنظمات الغير حكومية والمؤسسات الاقتصادية وبخاصة شركات تحويل الأموال ومقاهي الإنترنت من أكبر مستخدمي الشبكة العنكبوتية في البلاد. ويعد قطاع الإتصال الهاتفي بالإنترنت من أكثر القطاعات نموًا على مستوى القارة في نفس المجال إذ تزداد عدد الخطوط التليفونية الأرضية التي يتم مدها سنويا بنسبة 12.5% (يوجد حاليًا 100.000 خط هاتف رئيسي) مقارنة بالدول الأخرى الموجودة في القرن الإفريقي خاصة وشرق إفريقيا عامة والتي تعاني من صعوبات في مد خطوط الهواتف الأرضية نتيجة لأعمال التخريب المتعمد وارتفاع أسعار الكابلات النحاسية المستخدمة في مد الخطوط الأرضية. جدير بالذكر أن توصيل الخطوط الأرضية للمشتركين الجدد يستغرق ثلاثة أيام فقط في الصومال إلا أنه قد يمتد لسنوات طويلة في دولة كينيا المجاورة.
ويعتبر قطاع الاتصالات السلكية بالبلاد من أفضل القطاعات على مستوى القارة الإفريقية من خلال العديد من الشركات والتي تقدم خدمة عالية الجودة والنقاء متضمنة المكالمات الدولية مقابل عشرة دولارات شهريًا، هذا بالإضافة لقطاع الاتصالات اللاسلكية الذي حقق ارتفاعًا كبيرًا في عدد المشتركين في الشركات المزودة لخدمة الهواتف المحمولة والذي وصل إلى 627.000 مشترك.

## الجيش
تم تسريح القوات المسلحة الصومالية في أعقاب اندلاع الحرب الأهلية مما جعل البلاد بدون جيش نظامي بالمعنى المتعارف عليه حتى الآن، إلا أن الحكومة الفيدرالية الانتقالية قد بدأت في إعادة بناء قواتها المسلحة والتي وصل عددها الآن إلى 10,000 فرد. وتقع قيادة القوات المسلحة تحت سيطرة وزارة الدفاع الصومالية. كما تتبنى وزارة الدفاع إعادة بناء القوات البحرية والتي تضم حاليا 500 فرد من عناصر مشاة البحرية والذين يتلقون تدريبهم حاليا في مقديشيو ويمثلون النواة الأولى لقوة من المقدر أن يصل عددها إلى 5,000 فرد، كما تم وضع الخطط اللازمة لإعادة بناء القوات الجوية وذلك من خلال شراء مقاتلتين جديدتين. علاوة على ذلك تم إنشاء قوات جديدة للشرطة حيث تم افتتاح أول أكاديمية للشرطة في العشرين من ديسمبر لعام 2005 في بلدة أرمو على بعد 100 كم جنوب بوساسو.
ويبلغ الإنفاق العسكري حوالي 0.9% من إجمالي الدخل القومي، وفقا لإحصائيات من عام 2005، مما يجعلها في المرتبة الثالثة والأربعين بعد المئة في مصاف دول العالم من حيث الإنفاق العسكري.

## البيئة

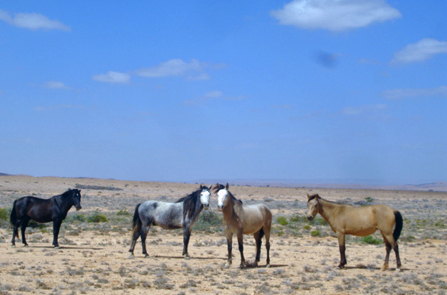
أحصنة عربية يشار إليها بالعامية بعبارة سوناري، تظهر هنا في السهول القاحلة لظهار، ماخر، الصومال.

يغطي الصومال مناخ حار شبه قاحل، حيث يتراوح المعدل السنوي لهطول الأمطار ما بين 10 و20 بوصة في حين لا تزيد مساحة الأراضي الصالحة للزراعة عن 2% من المساحة الإجمالية للصومال، وقد كان للحرب الأهلية في الصومال أسوأ الأثر على الغابات الاستوائية، إذ تم قطع العديد من الأشجار بغرض إنتاج الفحم النباتي مما أدى بالتبعية إلى مواجات متعاقبة من الجفاف. وعلى النقيض تماما كان نظام سياد بري قد أقر خطة واسعة النطاق لزراعة الأشجار على مستوى الجمهورية وذلك لوقف زحف الكثبان الرملية ومواجهة خطر التصحر. وانشئت أول منظمة بيئية في الصومال في عهد حكومة سياد بري تحت اسم "ECOTERRA Somalia" وتبعتها «الجمعية البيئية الصومالية» والتي ساعدت على نشر الوعي البيئي بين المواطنين كما قامت بتحريك البرامج البيئية في كافة القطاعات الحكومية وكذلك بين مؤسسات المجتمع المدني كما تم إنشاء «مركز بحث ومتابعة وإنقاذ الحياة البرية» عن طريق منظمة "ECOTERRA" العالمية في عام 1986، وقد أوتت هذه التوعية ثمارها عام 1989 حينما وافقت الأحزاب الحكومية كافة على توقيع الحكومة الصومالية على معاهدة «حظر الإتجار بالأنواع المهددة بالانقراض» (CITES) والتي حظرت للمرة الأولى الإتجار في عاج الأفيال. أعقب هذا تنظيم الناشطة البيئية والحائزة على جائزة جولدمان للبيئة (بالإنجليزية: Goldman Environmental Prize) فاطمة جبريل لحملات قومية تهدف للتوعية البيئية انطلقت من مسقط رأسها بمدينة بوران حيث نظمت لجان أهلية لحماية الحياة البرية الساحلية والحياة البرية في الأراضي البكر التي لم يصل إليها الإنسان بعد، كما قامت بتدريب الشباب على العمل على نشر الوعي البيئي بخصوص الأضرار الناجمة عن الإفراط في إنتاج الفحم النباتي؛ علاوة على ذلك انضمت فاطمة جبريل لمعهد بوران للمناطق النائية والذي قام بتنظيم برنامج «قافلة الجمال» حيث قامت مجموعة من الشباب بالسير في الصحراء لمدة ثلاثة أسابيع على ظهر الجمال وإرشاد سكان تلك المناطق النائية على الاستخدام الأمثل للموارد الطبيعية الغير متجددة والخدمات الطبية والإدارة المثلى للثروة الحيوانية وكذلك محاضرات عن السلام.

## السكان

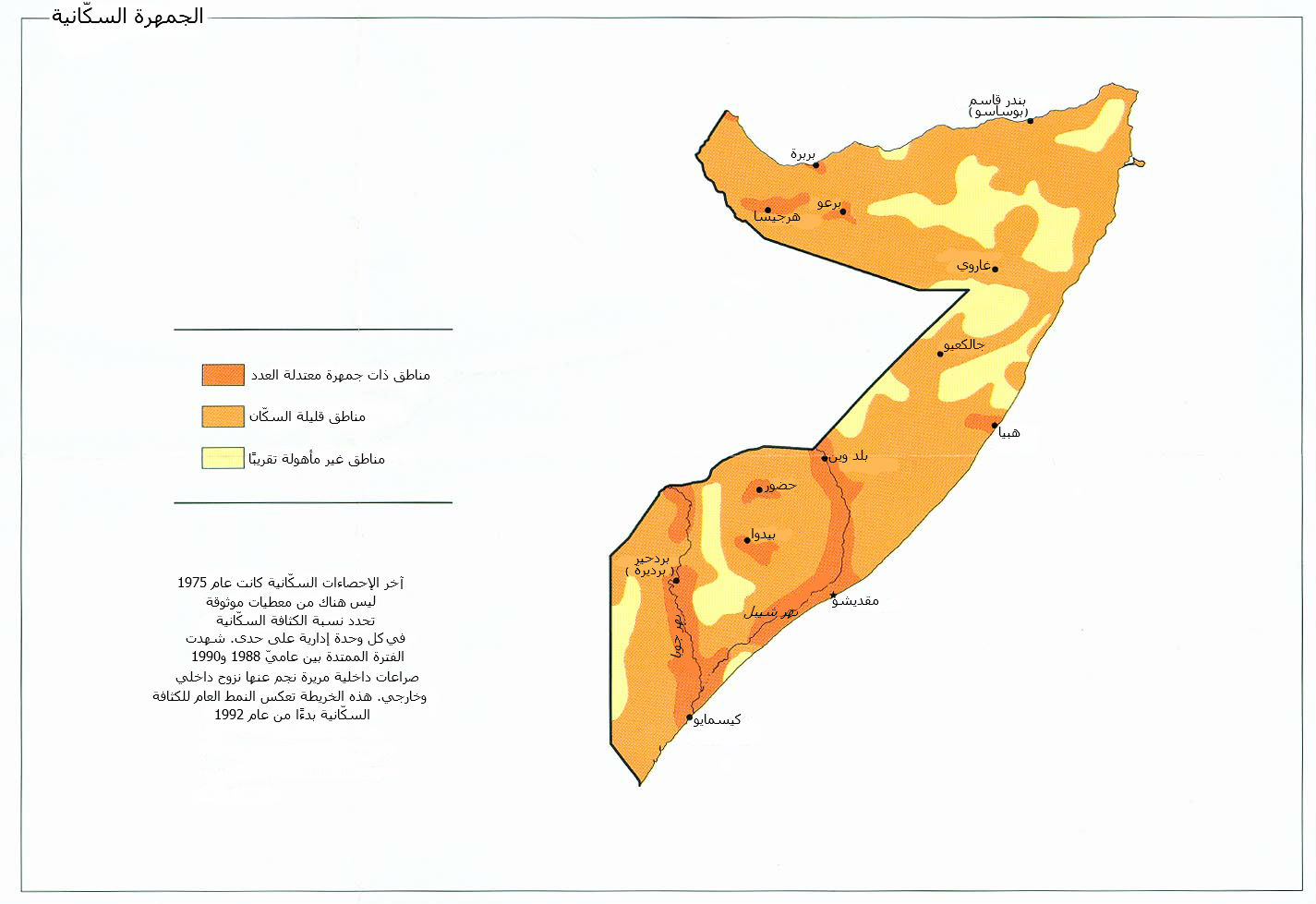
خريطة وكالة المخابرات المركزية الأمريكية تبين الكثافة السكانية عبر الصومال.

يبلغ تعداد سكان الصومال حوالي 9,832,017 نسمة، وهو تعداد غير أكيد إذ تم احتساب عدد السكان وفقا للتعداد السكاني الصادر عن الحكومة الصومالية عام 1975 إذ يصعب الإحصاء الفعلي للسكان في الوقت الراهن نتيجة كثرة أعداد الرحل وكذلك زيادة أعداد النازحين الفارين إما من المجاعة أو الحرب الأهلية، كما زاد تعداد الشتات الصومالي في العالم في أعقاب الحرب الأهلية حيث فر خيرة المتعلمين الصوماليين من بلادهم إلى الشرق الأوسط وأوروبا وأمريكا الشمالية. والسواد الأعظم من الشعب الصومالي، أي 85% منهم، هم صوماليون، في حين تشكل مجموعات عرقية متعددة النسبة الباقية، والبالغة 15%، منها: البانتو والبناديريون والباراوانيون والباجونيون والهنود والفرس والإيطاليون المنحدرون من أصول إيطالية في عهد الاستعمار الإيطالي للبلاد والبريطانيون والعرب الذين تتراوح أعددادهم حوالي 30 الف نسمة وانحسرت أعداد القوميات الغير صومالية والغير إفريقية بوجه عام عقب استقلال الصومال عام 1960.

## اللغة
اللغة الصومالية هي اللغة الرسمية للبلاد وهي أحد اللغات الكوشية التي هي بالتبعية فرع من فروع اللغات الأفريقية الآسيوية، وتعد أقرب اللغات للصومالية هي لغات عفار التي يتحدث بها أهل إثيوبيا وإريتريا وجيبوتي، وأورومو التي يتحدث بها أهل إثيوبيا وكينيا. واللغة الصومالية هي أكثر اللغات الكوشية تدوينا على الإطلاق، كما أن هناك دراسات أكاديمية عن اللغة الصومالية تمتد لما قبل عام 1900.

## الدين
مع الاحتفاظ بنسب استثنائية محدودة للغاية فإن الشعب الصومالي بأكمله يعتنق الدين الإسلامي وأغلبهم سنيون من اتباع المذهب الشافعي مع وجود نسبة منهم من معتنقي المذهب الشيعي؛ وفي توصيف الدستور الصومالي للإسلام، تم تعريف الإسلام بأنه الديانة الرسمية للبلاد وأن الشريعة الإسلامية هي المصدر الرئيسي للتشريع.

## الأعياد والعطلات الرسمية
| التاريخ                       | المناسبة            | الوصف                                     |
| عطل ثابتة التواريخ            |                     |                                           |
| 1 يناير                       | رأس السنة الميلادية | أول أيام السنة حسب التقويم الميلادي       |
| 1 مايو                        | عيد العمال          | يوم التضامن مع العمال                     |
| 26 يونيو                      | عيد الاستقلال       | يوم استقلال البلاد عن الاستعمار البريطاني |
| 1 يوليو                       | يوم الجمهورية       | ذكرى تحول الصومال إلى جمهورية             |
| أعياد دينية بتواريخ غير ثابتة |                     |                                           |
| 1 محرم (تقويم هجري)           | رأس السنة الهجرية   | أول أيام السنة حسب التقويم الهجري         |
| 10 محرم (تقويم هجري)          | ذكرى عاشوراء        | يوم استشهاد الإمام الحسين                 |
| 12 ربيع الأول (تقويم هجري)    | المولد النبوي       | مولد النبي محمد                           |
| 1 و 2 شوال (تقويم هجري)       | عيد الفطر           | عيد الفطر يلي شهر رمضان                   |
| 10 و 11 ذو الحجة (تقويم هجري) | عيد الأضحى          | عيد الأضحى                                |

يلاحظ بطبيعة الحال أن رأس السنة الميلادية لم يكن عيدا رسميا للبلاد في الفترة السابقة على الاستعمار البريطاني والإيطالي، وإنما أصبح كذلك نتيجة للتثاقف طويل الأمد بين الدول الثلاثة، وأيضا بعد أن أصبح في الصومال عدد بسيط من معتنقي الدين المسيحي.

## الثقافة
الثقافة في الصومال هي مزيج من العادات والتقاليد والموروثات المحلية والثقافات المتراكمة في الذاكرة الصومالية عبر عصور تفاعلت فيها الحضارة المحلية مع الحضارات التي نمت في دول أخرى والتي كانت الصومال على ارتباط تاريخي بها، مثل إثيوبيا واليمن والهند وإيران.

### الموسيقى
تتميز الصومال بكونها واحدة من الدول الإفريقية المحدودة التي يتكون شعبها من مجموعة عرقية واحدة وهي الصوماليون مما كان له الأثر على توحيد اللون الموسيقي في شتى أرجاء البلاد وهو العامل الذي ساعد على انتشار فرق موسيقية صومالية تقدم الموسيقى التقليدية مثل فرقتي «وابيري» و«هورسيد» خارج الصومال، في حين قام بعض الملحنون والمطربون الصوماليون أمثال «مريم مرسال» بدمج الموسيقى الصومالية مع ألوان أخرى من الموسيقى الغربية مثل الروك والبوسا نوفا والهيب هوب والجاز.

### الأدب
أثرت الصومال المكتبة الأدبية العالمية بالعديد من الأعمال المستوحاة من الشعر الإسلامي والأحاديث النبوية وذلك من خلال الأدباء والمفكرين الصومالين طوال القرن الماضي. اعتمدت الأبجدية اللاتينية في الصومال عام 1973. قام العديد من المؤلفين الصوماليين بإصدار المزيد من الكتب التي نالت شهرة عالمية واسعة كما ارتقى بعضهم لمنصات التتويج العالمية مثل الروائي نور الدين فرح الذي فاز بجائزة نيوستاد الدولية للأدب والتي تمنحها جامعة أوكلاهوما كل عامين وتعد ثاني أعظم جائزة أدبية بعد جائزة نوبل للأدب. وقد حصل فرح على جائزته عام 1998 لروايته «عن ضلع أعوج» (بالإنجليزية: From a Crooked Rib) والتي تعتبر هي وروايته الأخرى «روابط» (بالإنجليزية: Links) التي ألفها عام 2004 من ذخائر المكتبة الأدبية الصومالية الحديثة.

### الطهي

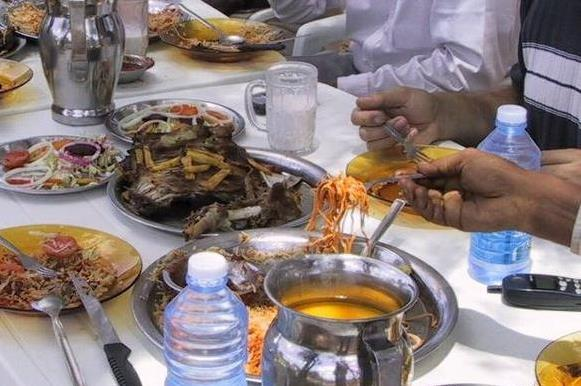
أنواع مختلفة من الأطباق الشعبية الصومالية.

يختلف المطبخ الصومالي من منطقة لأخرى، كذلك فهو يضم بين جنباته العديد من أساليب الطهي؛ وأهم ما يوحد المطبخ الصومالي في كافة أرجاء البلاد هو تقديم الطعام الحلال وفقا للشعائر الدينية الإسلامية، إذ لا يتم تقديم أطباق تحتوي على أي مشتقات من دهن أو لحم الخنزير وكذلك لا يتم تقديم المشروبات الكحولية بمختلف أنواعها، كما لا تؤكل الميتة أو أي لحوم مدممة.
ويتناول الصوماليون الغذاء دائما في الواحدة ظهرا، أما خلال شهر رمضان فيتم تناول الغذاء في أعقاب الانتهاء من صلاة التراويح والتي قد تمتد حتى الحادية عشرة مساء. ويعد «العنبولو» من أكثر الأكلات شهرة في الصومال والتي يتم تقديمها في كل أنحاء البلاد على الغذا كوجبة كاملة ويتكون من حبوب فاصوليا الأزوكي مخلوطة بالزبد والسكر؛ ويتم طهي الفاصوليا وحدها، التي يطلق عليها محليا اسم ديجير (بالصومالية: digir)، لمدة خمسة ساعات كاملة على نار هادئة للوصول للنكهة المطلوبة.

## مطبوعات أخرى
- Hadden, Robert Lee. 2007. "The Geology of Somalia: A Selected Bibliography of Somalian Geology, Geography and Earth Science." Engineer Research and Development Laboratories, Topographic Engineering Center, Alexandria, VA. Abstract.
- Hess, Robert L. Italian Colonialism in Somalia. Chicago: University of Chicago, 1966. *Fitzgerald, Nina J. Somalia. New York: Nova Science, Inc., 2002.
- Lewis. I.M. Pastoral Democracy: A study on Pastoralism and Politics among the Northern Somali clans. Ohio: Ohio University Press, 1958. ISBN 978-3-8258-3084-7.
- Mwakikagile, Godfrey. The Modern African State: Quest for Transformation, Chapter Four: Somalia: A Stateless State - What Next?, pp. 109–132, Nova Science Publishers, Inc., Huntington, New York, 2001.
- Tripodi, Paolo. The Colonial Legacy in Somalia. New York: St. Martin's P Inc., 1999.

## وصلات خارجية
الحكومة
- الموقع الرسمي للحكومة الفيدرالية الانتقالية بالصومال
- رئيس الدولة وقائمة بالوزراء

معلومات عامة
- صفحة الصومال من كتاب World Factbook للمخابرات المركزية الأمريكية
- الصومال من مكتبة جامعة كولورادو
- الصومال على مشروع الدليل المفتوح
- دليل السفر للصومال (بالإنجليزية) من موقع Wikivoyage

الإعلام
- عناوين أخبار الصومال عن موقع allafrica.com
- IRIN Somalia أنباء وتحقيقات صحفية حول الوضع الإنساني بالصومال

أخرى
| - اللجنة الدولية للصليب الأحمر بالصومال - Somalia Online - The Somali Link - مكتب اليونسكو بنيروبي عن التعليم في الصومال | - مكتب اليونسكو بنيروبي وبرنامج التعليم للجميع عام 2006 - الصومال - موقع مستقبل الأمة الصومالية - خريطة من موقع بيسينج أدو - الموقع الرسمي للسيرة الذاتية للرئيس سياد بري |